# Dunaharaszti tömegközlekedése
A dunaharaszti helyi járatot a Ventona-Trans Kft. üzemelteti. Ez Pest vármegye egyik legrégebb óta működő városi tömegközlekedése.

## Története

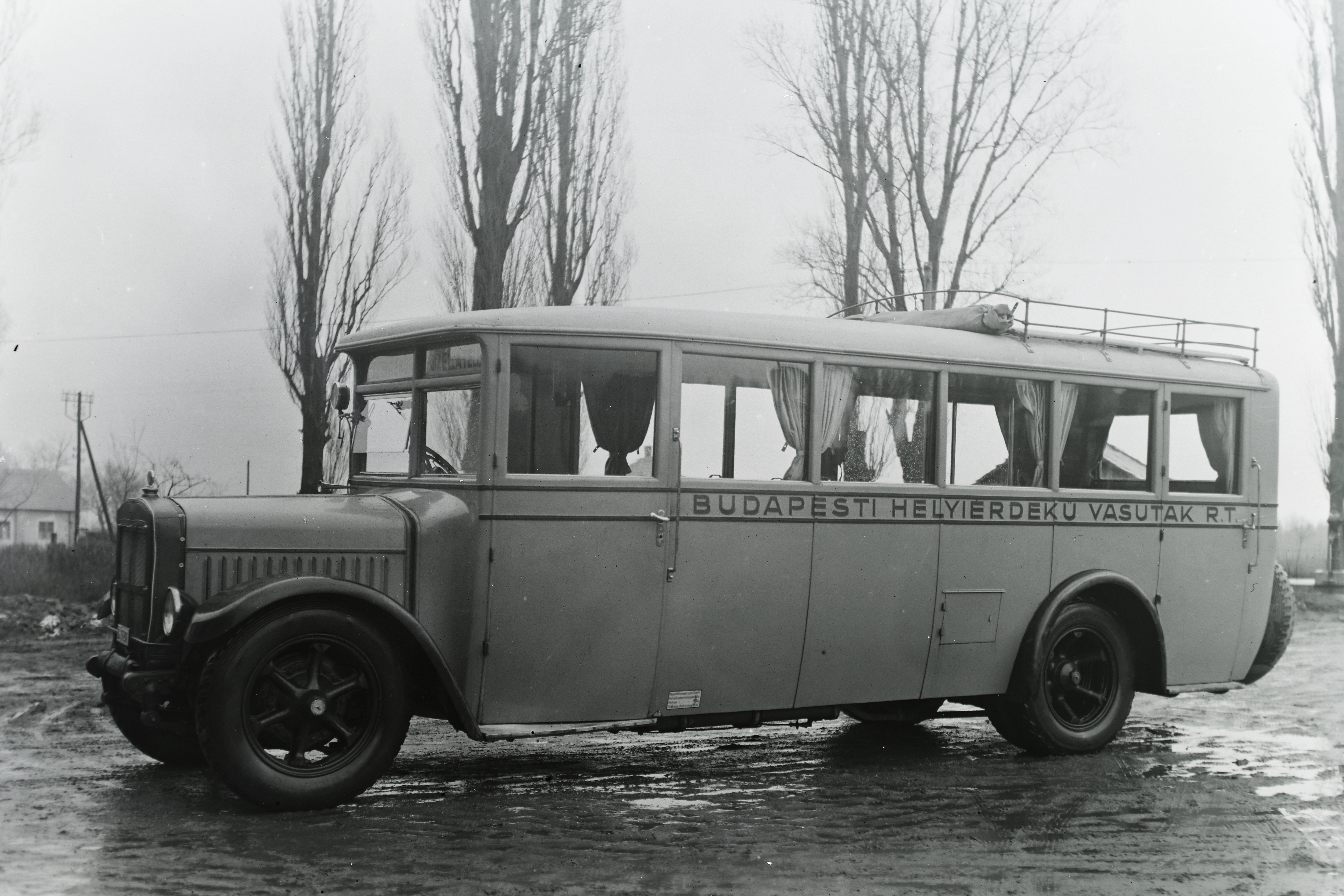
Eredeti beszerzésű BHÉV-autóbusz 1928-ból

1926-ban indult az első menetrend szerinti autóbuszjárat Soroksárról Dunaharasztin át Alsónémedire. A járat azonban a magas viteldíjak miatt nem lett népszerű a lakosság körében. A járatot a Dunaharaszti–Alsónémedi autóbuszvállalat üzemeltette. 1927-ben a járatokat sűrítették, bevezették a csak Dunaharaszti és Alsónémedi között közlekedő járatokat. 1930-ban a menetrend szerinti autóbusz-járat napi 7-8 alkalommal közlekedett. 1941. január 10-étől téli menetrendet vezettek be a vonalon.
Dunaharaszti és Taksony között kísérleti jelleggel 1928 őszén a BHÉV autóbuszjáratot szervezett, de igénybevétel hiánya miatt hamarosan megszüntette.
1959-ben a Dunaharaszti–Alsónémedi autóbusz-járat Sáriig történő meghosszabbítását elvetették autóbusz-hiány miatt. A nyári menetrendben a járat nem közlekedett, az autóbusz ezután Dunaharaszti helyijáratán látott el szolgálatot.
2020. október elsején bevezették a Dunaharaszti Zónabérletet, mely a Volánbusz, a MÁV-START és a MÁV-HÉV járatain volt érvényes. A 2023. május elsején bevezetett ország- és vármegyebérlet óriási sikernek bizonyult, ezért a Dunaharaszti Zónabérletet kevesebben vásárolták meg. A zónabérletet 2024. január 15-én megszüntették.

### Helyi busz
Dunaharasztin 1958-ban indult el a helyi autóbuszközlekedés. A rendszerváltás előtt a helyközi és helyi járatot egyaránt Volánbusz üzemeltette. 1991-től a helyi járat különvált és Dunaharaszti nagyközség saját szervezettel üzemeltette tovább. Ebben az évben építették ki Dunaharaszti külső HÉV-állomás előtt a négy kocsiállásos autóbusz állomást. 1996-től a Nexus Kft. (később Nexus-Alfa Kft.) helyközi járatot üzemeltetett Dunaharaszti és Dabas között, amely érintette Alsónémedit is, ezt a járatot a Weekendbus Zrt. üzemeltette tovább 2007-ig. 2013. január 1. óta a Dunaharaszti városi autóbusz-járatokat a Ventona-Trans Kft. üzemelteti.

### A kezdetektől 1991-ig
1945-ben 1025-ös számmal autóbusz indul Budapest és Baja között, amely érintette a várost.  Az országos autóbuszvonal-átszámozást követően az 1025 új vonalszáma az 1100 lett, majd 1101-es számmal létrejött a Budapest – Baja - Gara, és az 1102-es Budapest – Kalocsa – Jánoshalma viszonylat. Az 1970-es években a Jánoshalmai járatot meghosszabbították Bácsalmásig, és megindult az 1103-as Budapest – Dömsöd – Tass autóbuszvonal is. Létezett egy 1099 Budapest – Dunavecse – Ráckeve/Solt – Dunaföldvár járat is, ez azonban 1975-ben megszűnt. 1993-ban létrejött az 1109 Budapest – Solt – Kiskőrös – Kelebia járat, amelyet a Volánbusz, a Budapest – Tompa járatot pedig a Kunság Volán üzemeltetett. 2004-ben 1116-os számmal Megindult a Budapest – Solt – Kalocsa – Szekszárd járat, amely 2010-ig üzemelt.
Helyközi járatok közül létezett az 1170-es Budapest–Kunszentmiklós, és 1182-es számmal Bugyi és Dunaharaszti között.
1958. április 4-én autóbusz-járat indult Dunaharaszti, HÉV-állomás és Taksony között. Az autóbusz-járat nagy népszerűségnek örvendett, főleg a tanulók és a munkások körében. Az autóbusz-járat Dunaharaszti, BHÉV állomás és Taksony között közlekedett. Ennek a járatnak négy megállója tartozott Dunaharaszti határain belülre, BHÉV állomás, Bajcsy-Zsilinszky út 102, 202, 256). A településen belüli szakasz menetideje 4 perc volt. Az új viszonylat sokszor tele volt, a járat járműveit MÁVAUT-os Ikarus 30-asok és Ikarus 55-ösök adták. 1958 májusában a taksonyi művelődési ház melletti addig elhagyatott épületet buszgarázzsá alakították, a járműveket éjszaka az épületben tárolták, így megvédve azokat a környezeti hatásoktól.

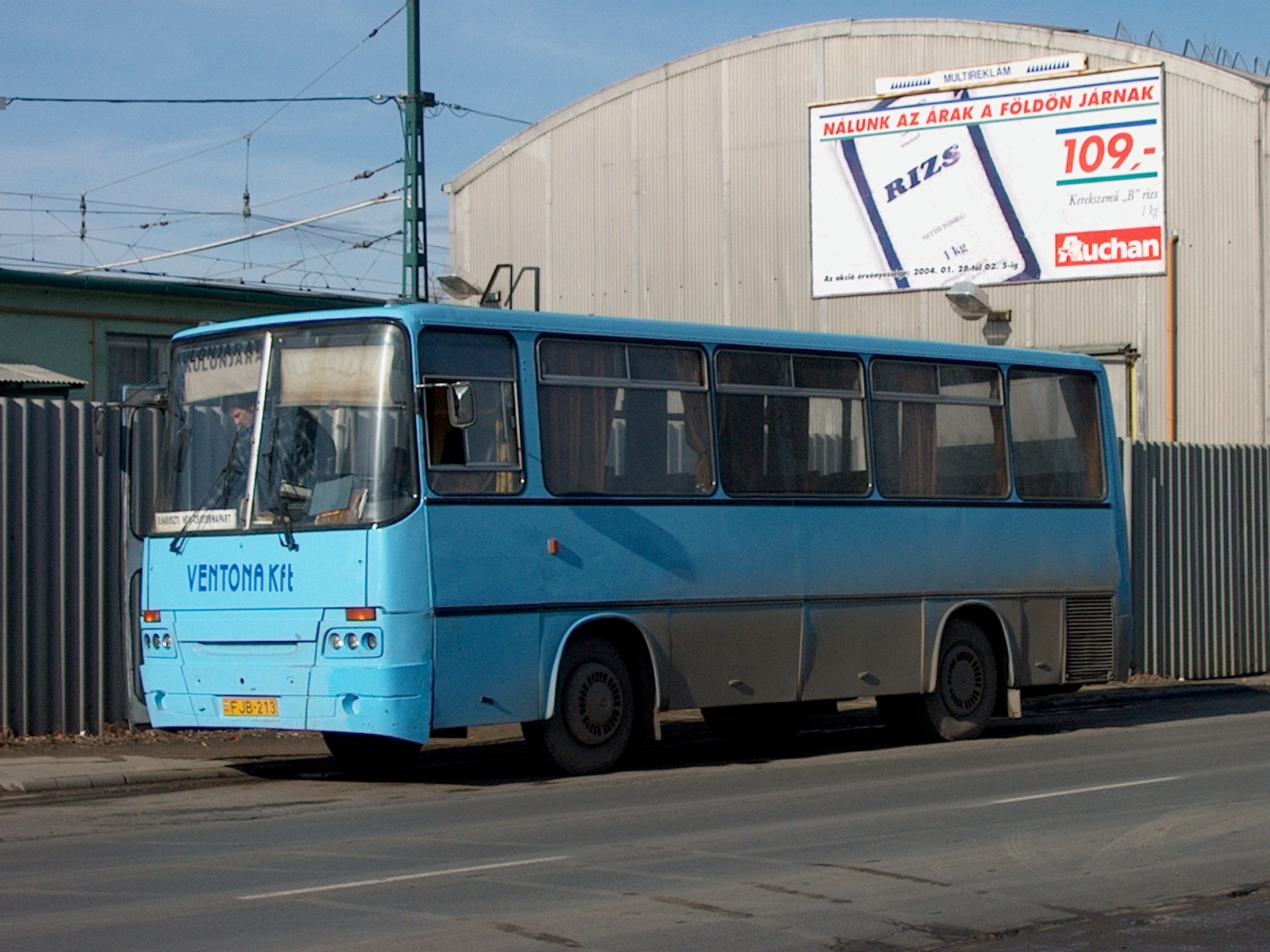
Classic homlokfalú Ikarus 211-es a HÉV állomásnál 2004-ben

Az 1959. március 17-i Pest Megyei Hírlap „Kérem a MÁVAUT panaszkönyvét” címen arról számolt be, hogy a megállókban nem helyeztek ki menetrendeket az utasok számára, így a várakozási idő sokkal több lehet. A másik korabeli panasz a járattal kapcsolatban az a Dunaharaszti BHÉV állomás melletti autóbusz-megálló állapota volt, az autóbusz kereke a földben több centiméteres gödrös ásott ki, és a helyiek javasolták a megálló kikövezését vagy lemurvázását.
A nagyközség lakossága azonban hiányolta a település többi részébe közlekedő járatot, így a lakosság 1958-ban aláírásgyűjtésbe kezdett az autóbusz-járat elindításáért. A több, mint 300 aláíró a kérvényt beküldte a MÁVAUT-hoz, pár hónapra rá a MÁVAUT engedélyezte az autóbusz-járat elindítását. A MÁVAUT az autóbuszok kiadásáról gondoskodott, de a buszmegállókat a lakosoknak kellett társadalmi munkával megépítenie. Végül 1959. március 31-én érkezett meg az első, 40 férőhelyes Ikarus 30-as autóbusz, ennek örömére még aznap elindult az autóbusz-járat a BHÉV állomás és a Kisfaludy út között. Nem sokkal később az utasszám annyira megnövekedett, hogy egy busz már nem volt elég a helyi járat üzemeltetésére, ezért pár héttel később megérkezett a második, Ikarus 55-ös típusú autóbusz, amely már több utast volt képes szállítani.
1961. október 29.-től sűrítették a forgalmat a település helyijáratán ekkortól pótkocsis autóbuszok is közlekedtek.

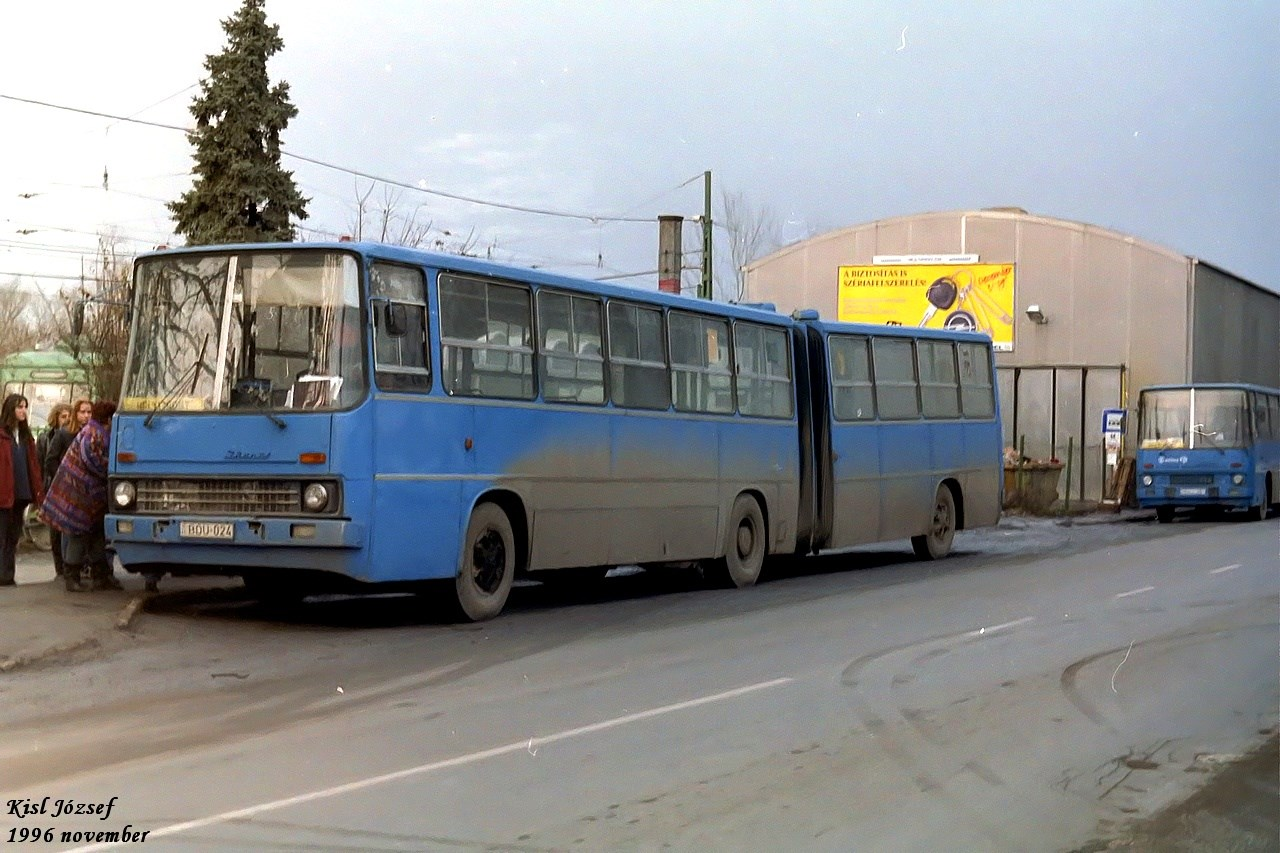
Ikarus 280-as Dunaharasztiban

A helyi tömegközlekedésben 1975-ben kezdődött meg a járművek korszerűsítése. Az 1970-es évek közepétől folyamatosan váltották le az új, Ikarus 200-as szériás járművek a régi kisebb befogadóképességű Ikarus 30-as és Ikarus 55-ös autóbuszokat. 1976-ban nagy módosítások történtek a helyi közlekedésben. Az egyik a HÉV állomás mellett egy autóbusz-állomás kiépítése, fedett esőbeállóval. A járatok menetrendjét sűrítették, a Dunaharaszti-Taksony vonalon napi 62, a Dunaharaszti helyi járaton napi 60 járatpár közlekedett. 1976-ban a HÉV állomásnál lévő buszmegállót átalakították, felújították. 1977-ben egy helyi autóbusz jegy 2 Forintba, egy havi bérlet 40 Forintba került. Ekkor a 9236. számú járatnak, a taksonyi vonalat pedig a 2361. számú járatnak nevezte a Volánbusz.   
| Megálló régi neve         | Megálló mai neve    |
| ------------------------- | ------------------- |
| HÉV állomás               | HÉV állomás         |
| Alsónémedi elágazás       | Dózsa György út     |
| Piactér                   | Baktay Ervin tér    |
| Hősi emlékmű, MÁV állomás | Vasútállomás        |
| Műszaki áruház            | Szent László utca   |
| 41-es bolt                | Kodály Zoltán utca  |
| Knézits út                | Knézich Károly utca |

A következő átszervezésre 1986-ban került sor, ekkor a helyi autóbusz-járatok menetrendjét a HÉV menetrendjéhez igazították. 1986. december 24-én Szenteste vezették be az ünnepi menetrendet a vonalakon. 1991. február 1-jétől a helyi közlekedésre vonatkozó díjakat az összes Volánbuszos helyi járathoz hasonlóan megemelték, így egy menetjegy 14 Forintba került.

### Haraszti-Busz

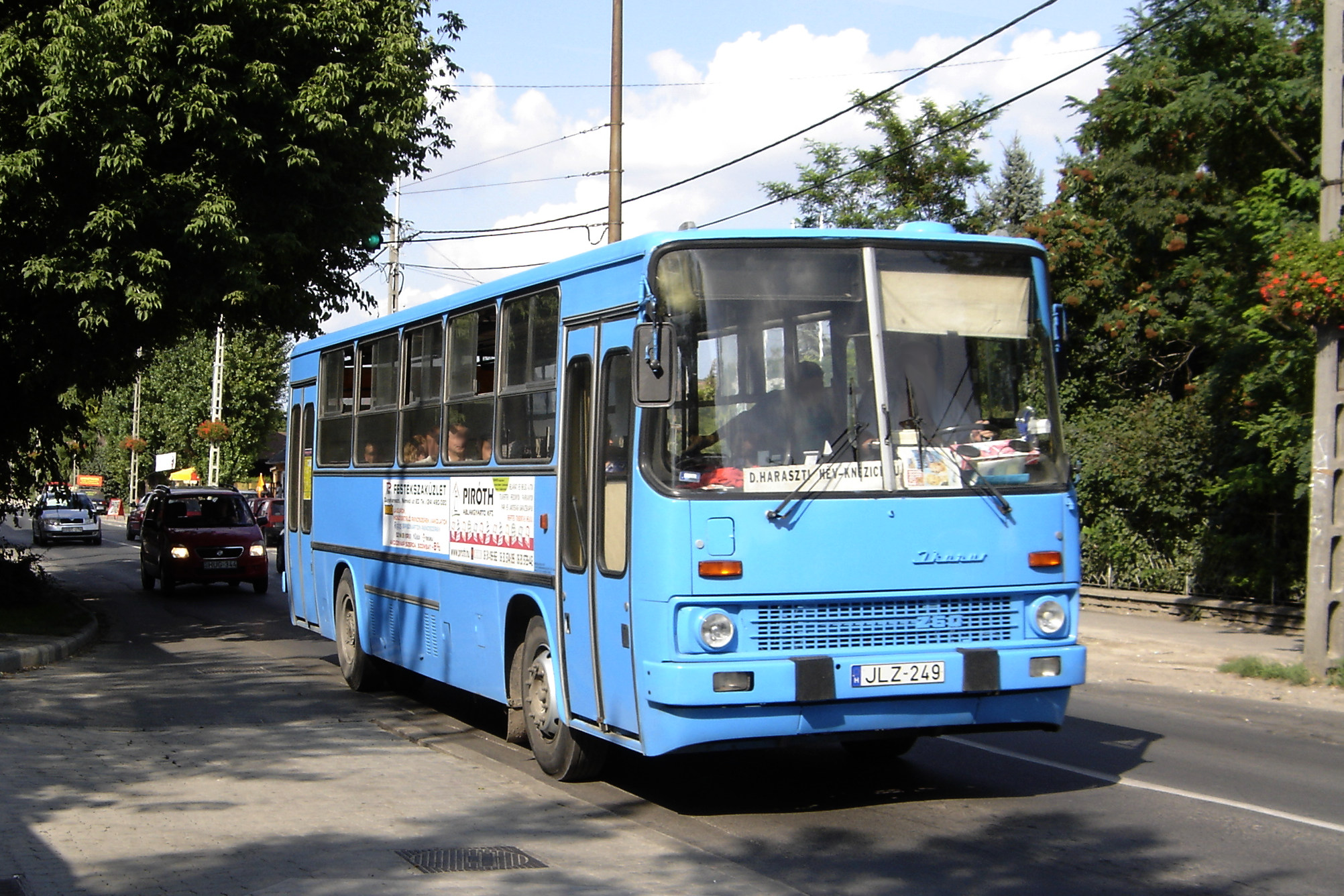
Dunaharaszti helyi busz 2005-ben

1991. februárjában a Dunaharaszti önkormányzat pályázatot írt ki a helyi tömegközlekedés ellátására amelynek határideje 1991. február 25-e volt. 1991. február 25-től a Dunaharaszti helyi autóbusz-járatokat Pest megyében harmadikként magánvállalat működtette. Ekkortól jelennek meg a kékre festett Ikarus buszok, amely a későbbi Ventona-Trans Kft. flottaszíne lesz. Ekkortól elindul az Alsónémedibe és Dabasra közlekedő helyközi járat, (2006-tól 1001-es busz). A Dunaharaszti - Taksony járatot viszont a Volánbusz megtartotta, és rövidesen meghosszabbította Budapestig az útvonalát, ez a mai 655-ös busz elődje.
1996-ban a céget Nexus Kft.-ről átnevezték Nexus-Alfa Kft.-re, 2004-ben a vállalatot ketté osztották, az egyik fele Ventona Kft. néven a helyközi járatokat, a másik fele Haraszti-Busz Közlekedési Kft. néven a helyi tömegközlekedést működtette.
2003. január 1-jétől autóbusz-járatokat módosították, illetve új járatot hoztak létre, ami a Csatornapartig közlekedett. Az akkori rendszerben kezdték el alkalmazni a számjelzést.
- 1: HÉV állomás - Határ út - Knézich utca - Némedi út - HÉV állomás - Csatornapart. (mai 1-es és 4-es busz)
- 2: HÉV állomás - Temető utca - Munkácsy Mihály utca - Knézich utca (mai 3-as busz)

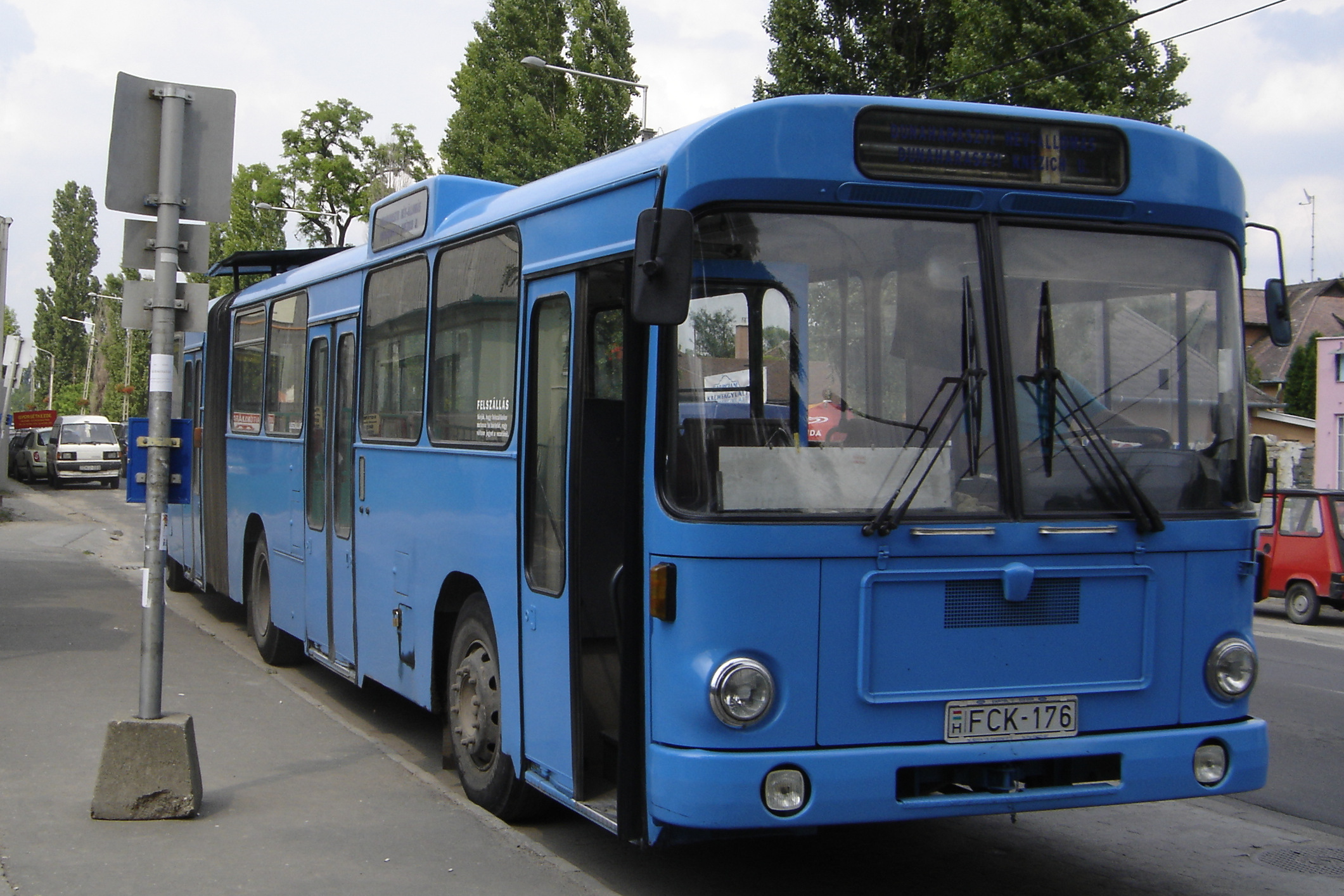
MAN SG192 csuklós autóbusz Dunaharasztiban, 2005-ben

2006-ban a Lidl áruház mellett kiépítettek egy buszfordulót, ahová egyes járatok végállomását áthelyezték.
2006. június 1-tól a Gazdasági és Közlekedési Minisztérium megbízásából a Weekendbus Zrt. üzemelteti a Dunaharaszti-Alsónémedi-Dabas és a Csömör-Budapest menetrend szerinti helyközi autóbuszvonal járatait. 2007. június 1-től a Weekendbus Zrt. üzemeltette a dunaharaszti helyi járatokat, melyeket 2001-es számmal jeleztek.

### Weekendbus
2007. június 30-ig a Haraszti-busz (teljes nevén Haraszti-Busz Közlekedési Kft.) nevű társaság üzemeltette a városi buszközlekedést Ikarus 260-as, 266-os és 280-as járművekkel, ezután a Weekendbus Zrt. működtette tovább a helyi járatot egészen 2013-ig, amikor is az üzemeltetést átvette a Ventona-Trans Kft.
2007. június 1-től két új útvonallal bővült a helyi járatok listája, az Ibolya utca felé, és a Csatornaparti járatot meghosszabbították a MÁV-alsóig[pontosabban?].
2011. szeptember 1-jétől a helyi autóbusz-vonalakat átszámozták, a korábbi menetrendet módosították.

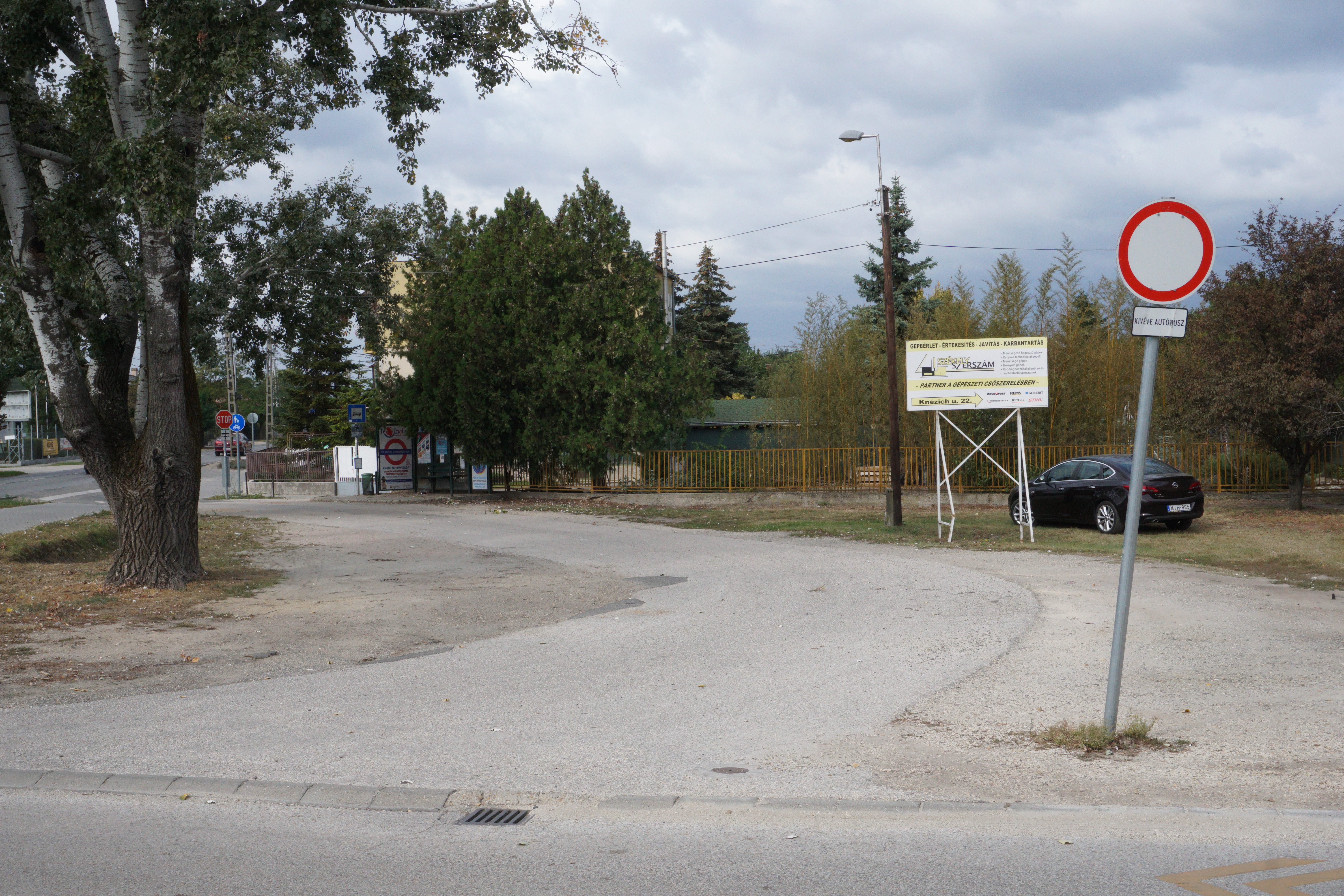
Dunaharaszti, Knézich utcai buszforduló

A Weekendbus járatszolgáltatásaival a lakosság nem volt elégedett a késések miatt, ezért 2012-ben a városi önkormányzat úgy döntött, közös megegyezéssel szerződést bont a buszközlekedést végző céggel. Így 2012. december 31-én közlekedett az utolsó Weekendbus által üzemeltetett autóbusz-járat. Másnaptól, 2013. január 1-től a helyi buszok működtetését a Ventona-Trans látja el.
A 2009-ig üzemeltetett Dunaharaszti - Alsónémedi - Dabas autóbusz-járat az 1990-es évek végétől a 2000-es évek közepéig nagyon népszerű járat volt, a Dabasi vásár napjain (minden hónap második vasárnapján) a csuklós Ikarus 280-as autóbuszra alig fértek fel az emberek. A járat az 1991-es indulásától sikeresnek minősült, 2008-ban az autóbusz útvonalát lerövidítették Alsónémediig, majd 2009. június 12-én a járat teljesen megszűnt.
A Némedi úton közlekedő busz (2011-től 1-es busz) A Dunaharaszti Tesco 2009-es megnyitása előtt a Knézich Károly utcáig, valamelyik járat az Aldi-Lidl fordulóig közlekedett, majd 2009. január 16-ától Tesco áruház bejáratáig meghosszabbították a buszjáratot. A Knézich utcai egykori végállomáson autóbusz-forduló található. A Dunaharaszti helyi járaton 2006-ig közlekedtek csuklós autóbuszok is, Ikarus 280 és MAN SG192.

### Ventona-Trans

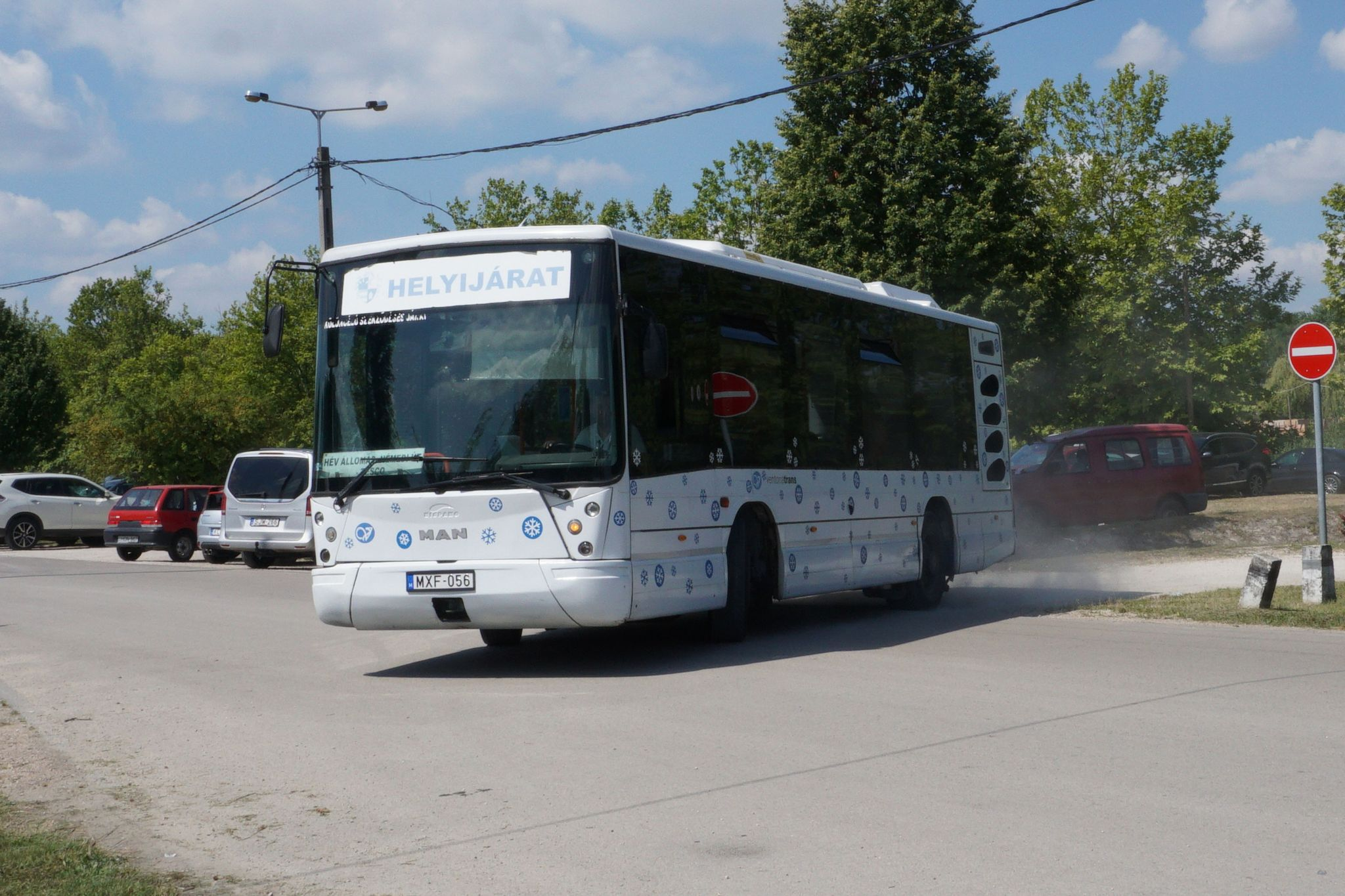
Dunaharaszti helyi autóbusz a piactéren

2013. január 1-jétől a Ventona-Trans Kft. látja el Dunaharaszti város helyi közlekedését. Változások a Weekendbus menetrendjeihez képest, hogy a Tesco áruházig közlekedő járatok nem az 51-es útra kanyarodva, hátulról közelítik meg az áruházat, hanem a Némedi úton, az 51-es főúton keresztül haladva. Továbbá a 3-as busz nem a Temető utca és Somogyvári utca felől érintik a Bezerédi lakóparkot, hanem a Haraszthy Ferenc utca felől.
Az alsónémedi és a dunaharaszti lakosok kérésére 2016. július 2-a és szeptember 30-a között a Ventona-Trans Kft. üzemeltetésével szombatonként autóbusz-járat indult Alsónémediről a Dunaharaszti, piactér megállóhoz. A járat a próbaidőszak alatt ingyenesen volt használható, de a lakcímkártyát fel kellett mutatni az autóbusz-vezetőnek. Az ideiglenes járat a próbaidőszak végével megszűnt.
2019-ben a forgalmasabb buszmegállókat felújították, modernizálták és digitális kijelzőkkel látták el.

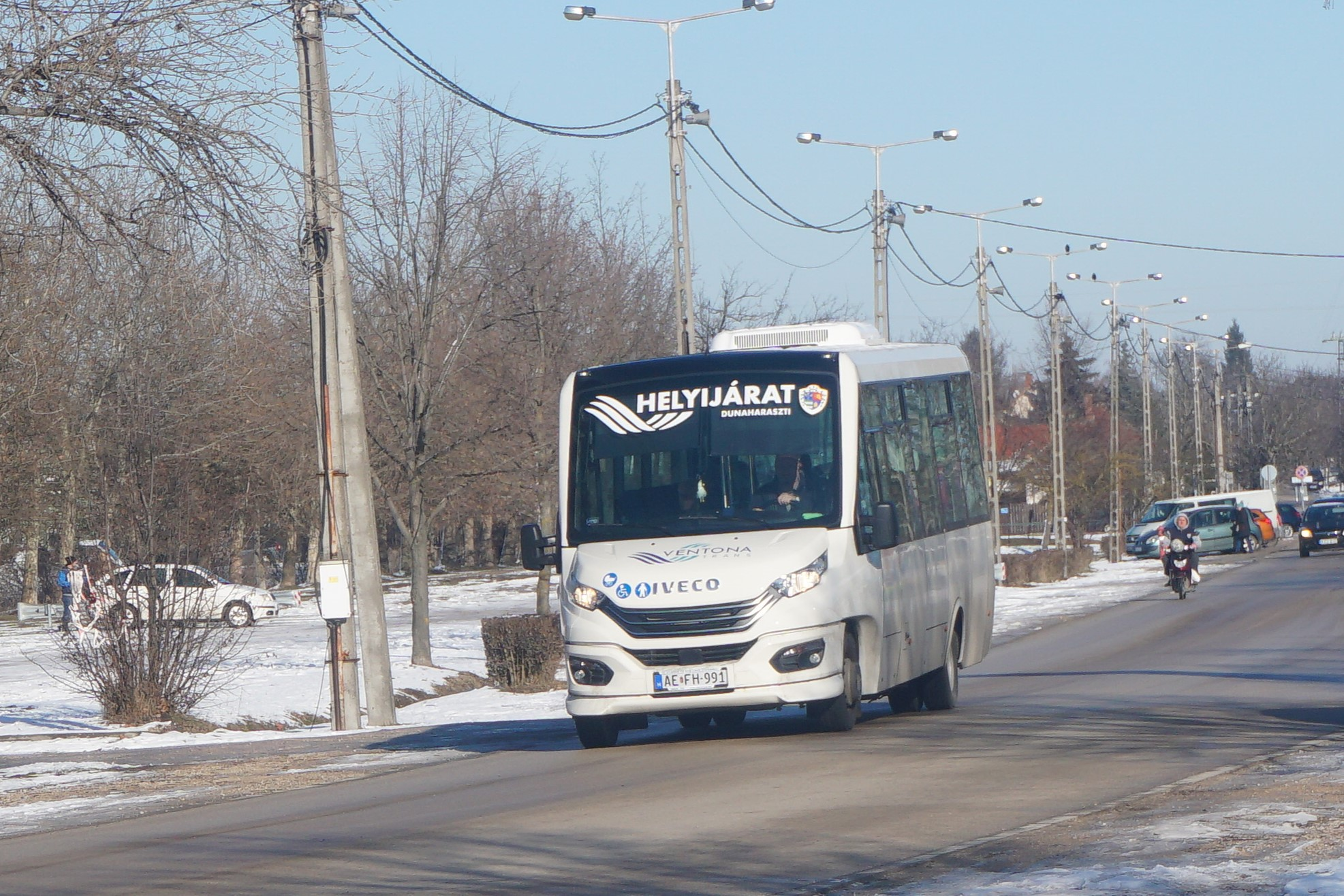
2023-as beszerzésű Iveco-Feniksbus FBI83 a Piactéren

2020-ban a Koronavírus-járvány miatt az autóbuszokra csak a hátsó ajtón lehetett felszállni, és a járműveken kötelező volt a szájmaszk viselése.
2022. október 3-tól a 4-es buszt meghosszabbították a csatornapartig, naponta két alkalommal a busz a Paradicsomszigetre is közlekedik munkanapokon. A csatornapartot nem érintő 4-es járat Dunaharaszti iskolái között közlekedik, mint iskolajárat.
2023. június 1-től a városi helyi busz minden vonala ingyenesen használható.
2023-ban a Ventona-Trans elindította a járműcsere programját, hogy a régi, rossz állapotban lévő járműveket korszerű járművekre cseréljék. A cég két darab 38 férőhelyes Iveco-Feniksbus FBI83 típusú midibuszt vásárolt, melyek 2023. november 13-án álltak forgalomba. Az új midibuszok a régi 19–25 férőhelyes Renault mikrobuszokat váltották ki.
| év             | vonaljegy | havi bérlet | kedvezményes havi bérlet |
| -------------- | --------- | ----------- | ------------------------ |
| 1991. 02. 01.- | 14 Ft.    | 1000 Ft.    | 250 Ft.                  |
| 2000. 01. 01.- | 70 Ft.    | 1450 Ft.    | 380 Ft.                  |
| 2009. 08. 01.- | 170 Ft.   | 2690 Ft.    | 1200 Ft.                 |
| 2012. 01. 01.- | 210 Ft.   | 3190 Ft.    | 1490 Ft.                 |
| 2023. 06. 01.- | ingyenes  | ingyenes    | ingyenes                 |

## Buszjáratok

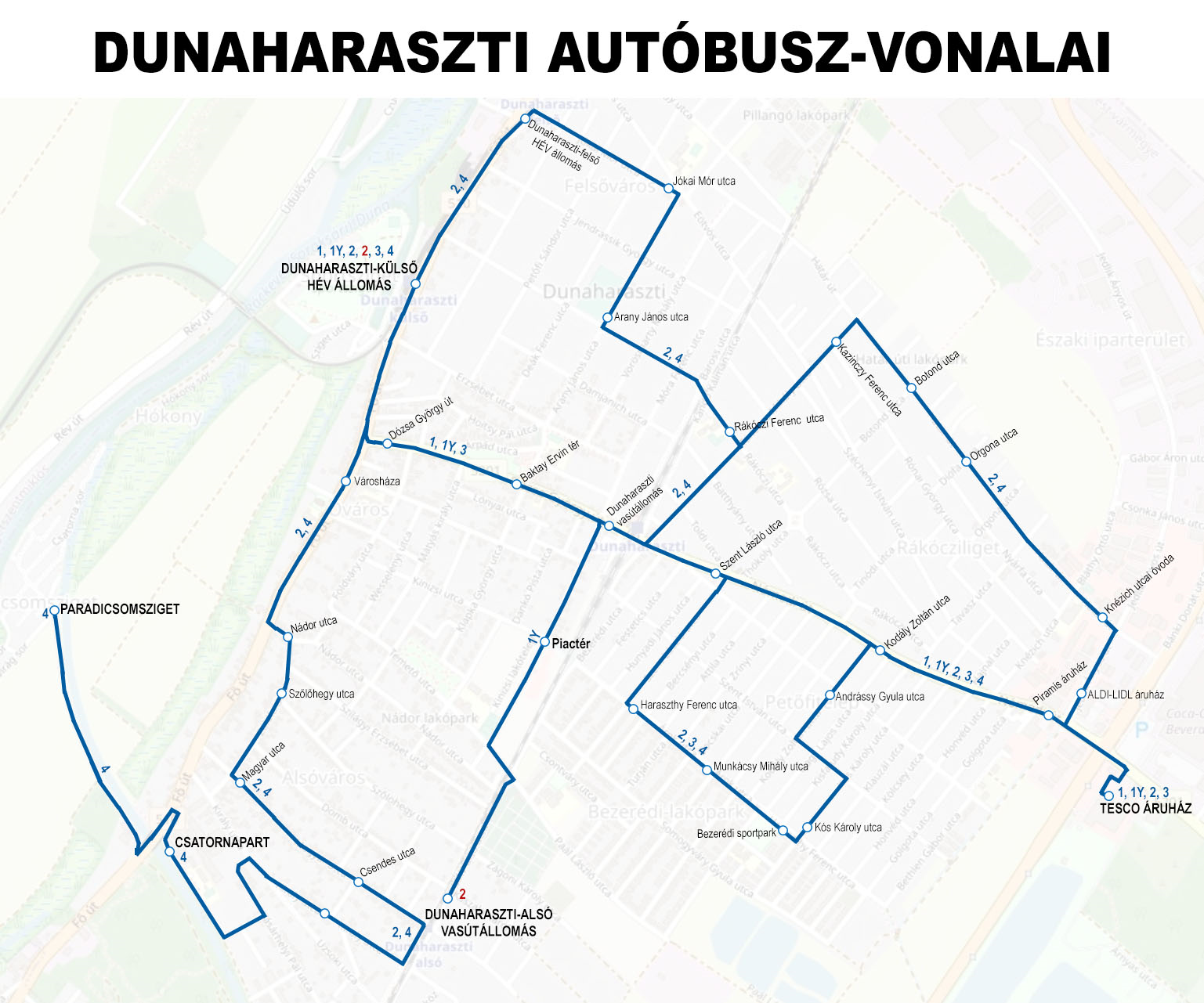
Dunaharaszti helyi autóbusz-járatok térképe útvonalakkal, megállókkal

- 1: HÉV-állomás (Autóbusz-állomás) – Némedi út – TESCO áruház
- 1Y: HÉV-állomás (Autóbusz-állomás) – Piactér – TESCO áruház
- 2: MÁV-alsó – HÉV-állomás (Autóbusz-állomás) – Határ út – TESCO áruház
- 3: HÉV-állomás (Autóbusz-állomás) –  Bezerédi lakótelep – TESCO áruház
- 4: HÉV-állomás (Autóbusz-állomás) – Némedi út – Bezerédi lakótelep – Határ út – HÉV-állomás (Autóbusz-állomás) – Csatornapart
- 14: HÉV-állomás (Autóbusz-állomás) - Paradicsomsziget - MÁV-alsó
- 20: HÉV-állomás (Autóbusz-állomás) – Piactér – MÁV-alsó

## Járatok sűrűsége
A helyi autóbusz-közlekedés igen jelentősnek számít. Munkanapokon az 1-es és 3-as járatok együttesen 15-20 perces, a 20-as járat reggel 20-30 perces, délután fél órás követéssel közlekedik. A 2-es nem ütemesen reggeli és délutáni csúcsidőkben órás ütemmel közlekedik, míg a 14-es számú járat napi két alkalommal közlekedik. A 4-es számú járat Iskolai előadási napokon, naponta egy alkalommal közlekedik a város iskolái között.
Hétvégén az 1-es busz közlekedik, órás ütemmel.

## Megközelítés
Vasúti közlekedés
- H6 Budapest, Közvágóhíd – Ráckeve
- 150-es vasútvonal Budapest, Keleti pályaudvar – Kelebia (A vasúti közlekedés átépítés miatt szünetel)

Helyközi és távolsági autóbusz közlekedés

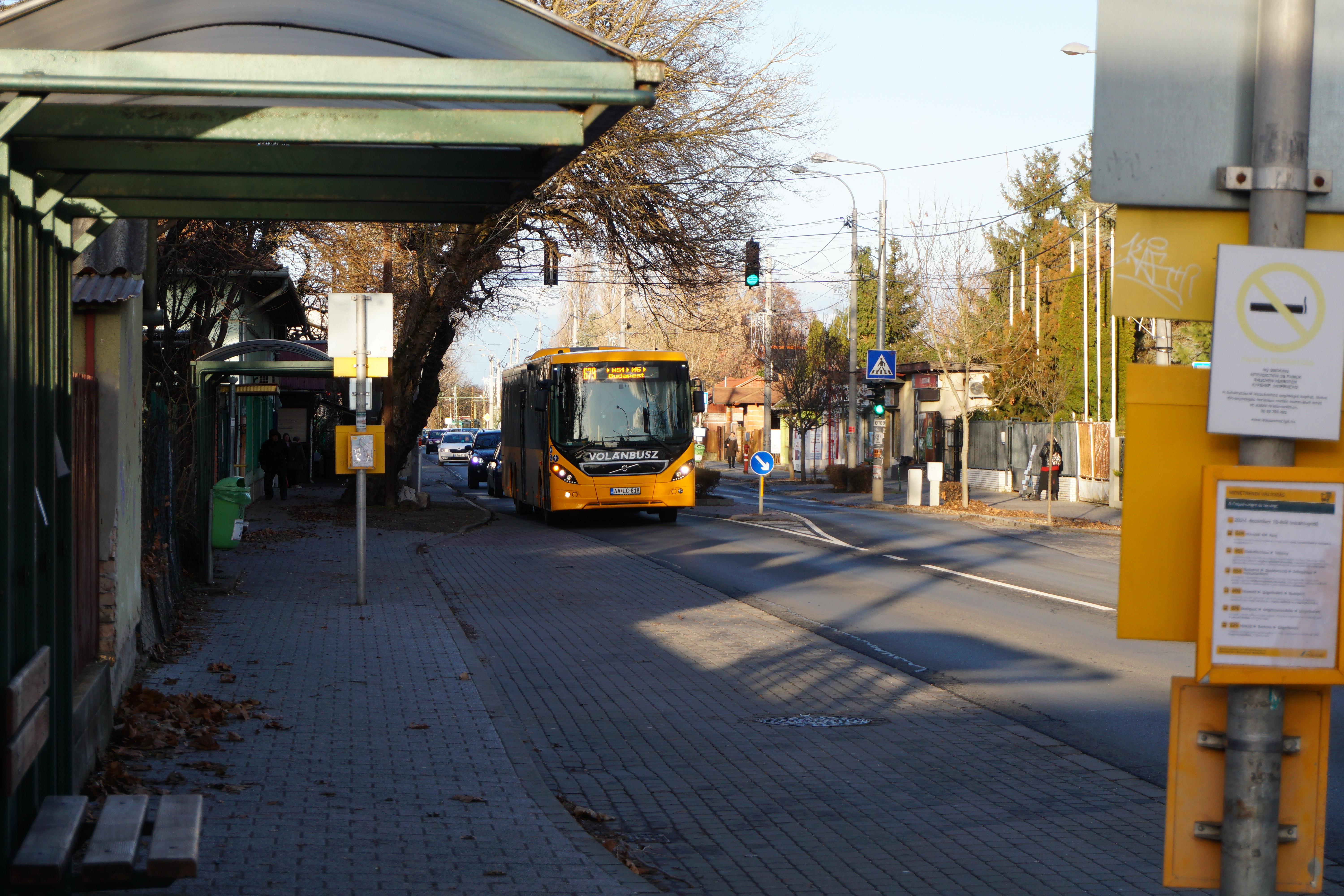
679-es busz Dunaharaszti autóbusz-állomáson

- 632  Budapest, Népliget – Bugyi, Ipari park
- 633 Budapest, Népliget – Alsónémedi, ócsai elágazás
- 650 Budapest, Népliget – Kiskunhalas, autóbusz-állomás
- 653 Budapest, Népliget – Kunszentmiklós, Kálvin tér
- 654 Budapest, Népliget – Kiskunlacháza, vasútállomás elágazás
- 655 Budapest, Népliget – Délegyháza, autóbusz-forduló
- 656 Budapest, Népliget – Délegyháza, autóbusz-forduló
- 657 Budapest, Népliget – Délegyháza, autóbusz-forduló
- 659 Budapest, Népliget – Kunszentmiklós, vasútállomás
- 660 Budapest, Népliget – Dömsöd, Kossuth Lajos utca 136.
- 661 Budapest, Népliget – Makád, községháza
- 679 Budapest, Népliget – Dunaharaszti, HÉV-állomás
- 1110 Budapest, Népliget – Baja, autóbusz-állomás
- 1111 Budapest, Népliget – Jánoshalma, autóbusz-állomás
- 1113 Budapest, Népliget – Bácsalmás, autóbusz-állomás
- 1115 Budapest, Népliget – Kiskunhalas, autóbusz-állomás

## Vasúti közlekedés
A városon két vasútvonal található:
150-es számú Budapest - Kelebia vasútvonal;
252-es számú Budapest - Ráckeve vasútvonal

### MÁV

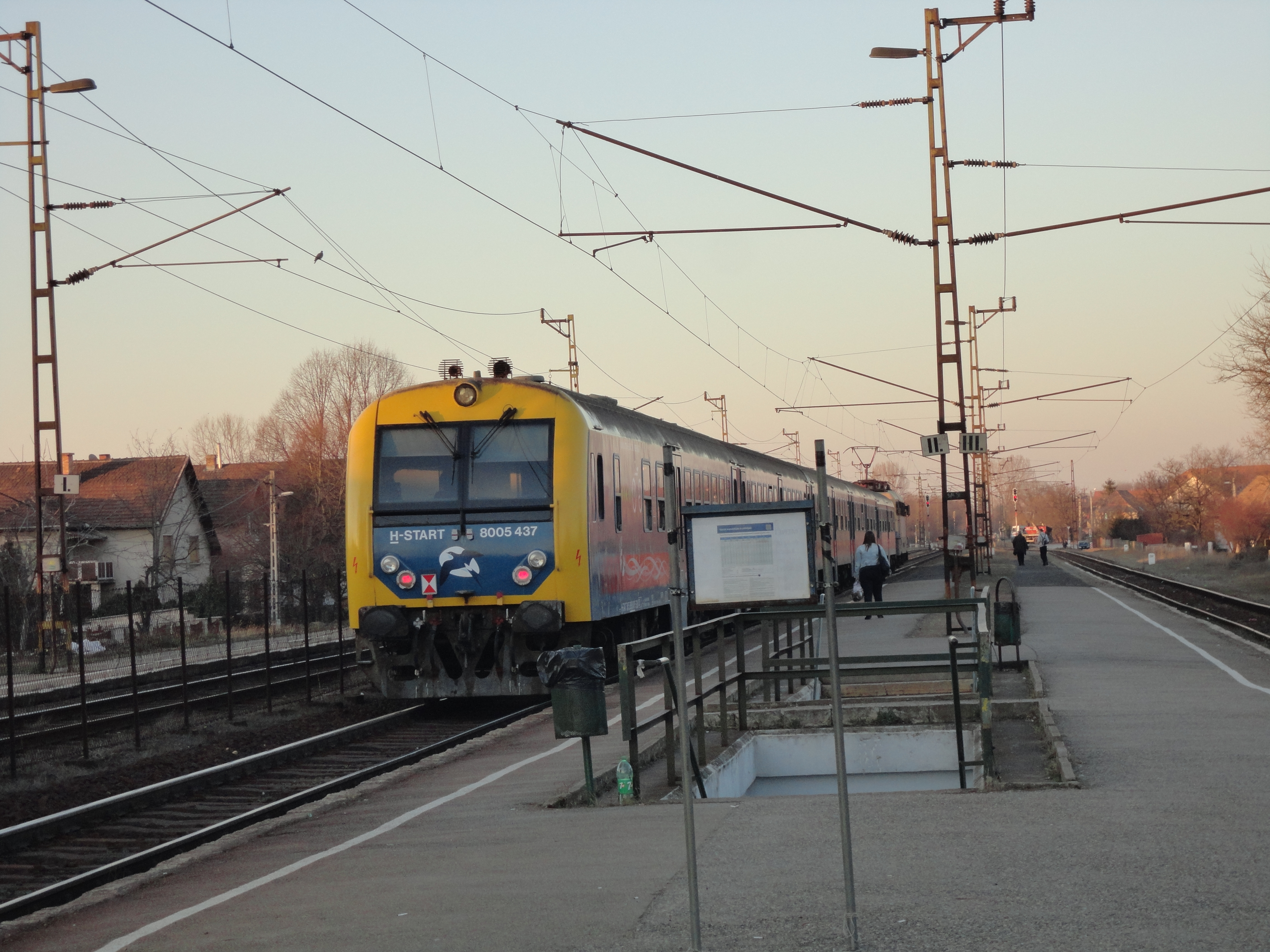
Dunaharaszti vasútállomás 2022-ben

1882. december 5-én átadták a vasutat, ami Budapestet Szabadkával kötötte össze, ez ma a 150-es vasútvonal. A pályát 1910-ben átépítették, 1913-ban elkezdődik a második vágány építése. 1918-ban átadták a második vágány Budapest-Ferencváros és Kiskőrös között. 1966-ban tervbe vették a vasútvonal teljes felújítását, ezért a rossz állapotban lévő vágányokat felszedték, és újakra cserélték, de a második vágányt nem építették vissza, mert azt költséghatékonysági okok miatt elhalasztották. A vasútvonal villamosítását 1972-ben kezdik el, és 1978-ra át is adják Budapest és Kunszentmiklós között. 2001-ben a Soroksár és Ferencváros szakaszt felújították, a második vágány építését itt is elhalasztották, de a helyét kialakították, hogy később mellé lehessen építeni a másik sínpárt.

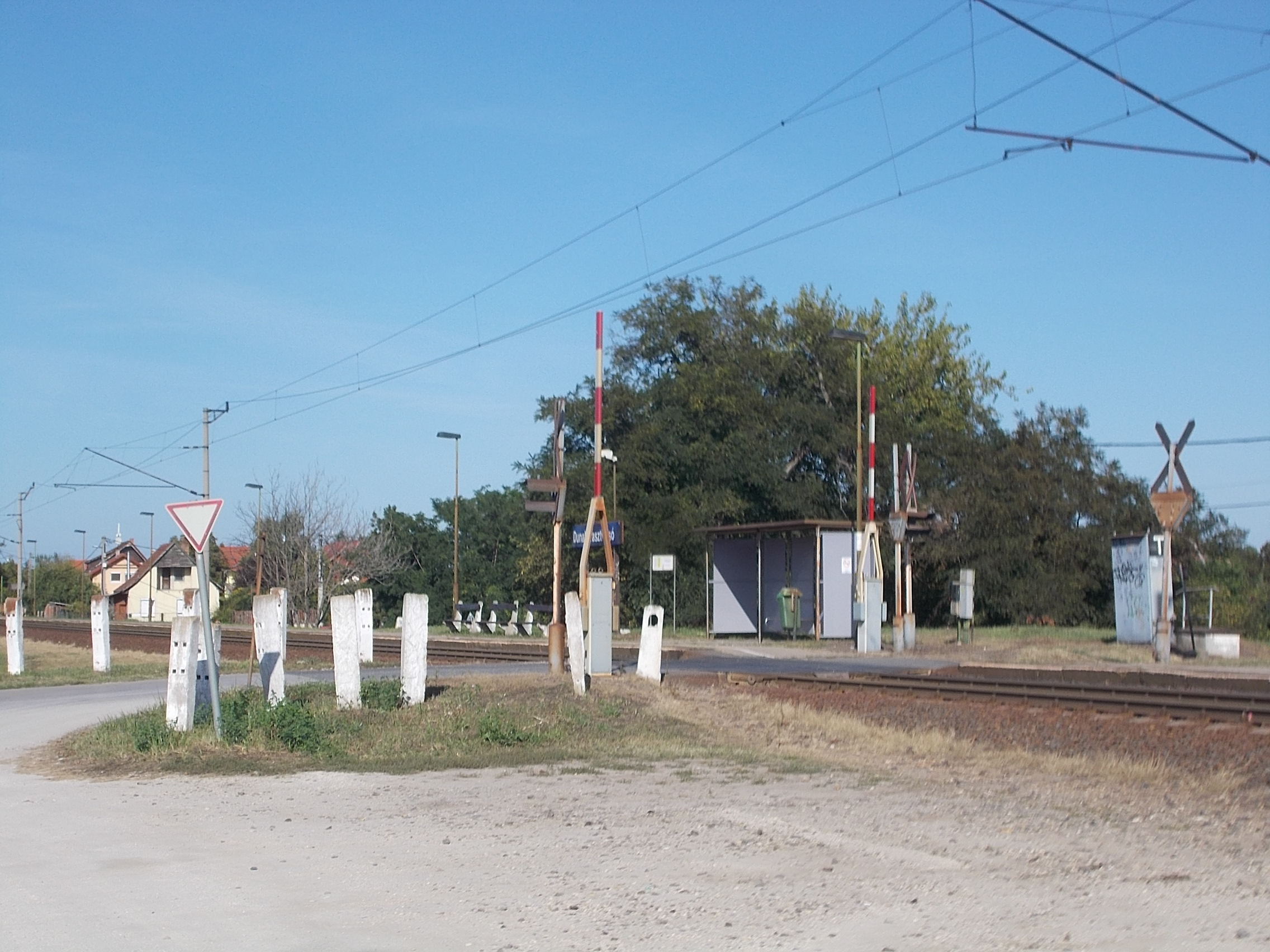
Dunaharaszti-alsó vasúti megállóhely

1916-ban Dunaharaszti vasútállomást teljesen felújították, az állomás új, 2 emeletes állomásépületet kapott, a vágányok között gyalogos aluljárókat létesítettek, valamint a mai Némedi utat aluljáróval a vasúti pálya alatt elvezették.
1908-ban a képviselőtestület a közlekedésügyi és kereskedelemügyi miniszterhez fordult, kezdeményezték Dunaharasztin vasútállomás építését. 1913-ban döntést hoztak az állomás helyéről, valamint a gyalogos és közúti forgalom megoldásáról. Az elkészült tervek tartalmazták a mai aluljárós megoldást is. Jórészt a mai formában épült meg az állomás földszint + kétemeletes épülete, a rakodó és raktárterület valamint az aluljáró, amely 1916-ban került átadásra.
2022. január 30-án a vonalat Délegyháza állomásnál elvágták és az innen Kiskunhalas felé tartó vonalszakaszt lezárták, és elkezdődtek a felújítási munkálatok. 2022. április 30-án a Budapest - Délegyháza közötti megmaradt szakaszt is megszüntették, ám a felújítási munkálatok csak augusztusban kezdődtek meg.
Dunaharaszti területén belül két vasúti megállóhely található:
- Dunaharaszti alsó
- Dunaharaszti

### HÉV

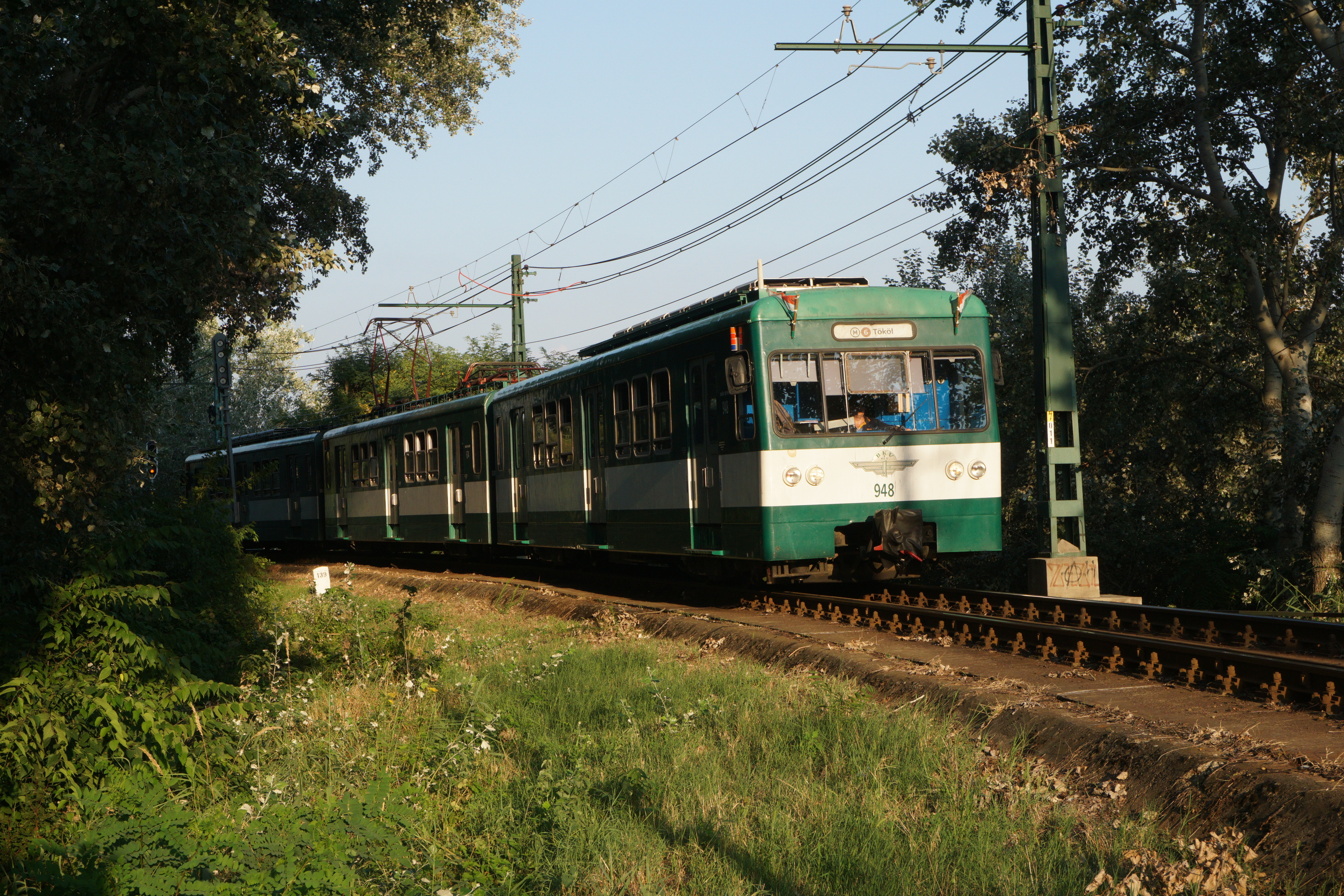
HÉV szerelvény Dunaharasztinál

1887. augusztus 7-én elindult a HÉV járat, ami 1887. november 24-ére eléri Dunaharasztit. A vasútvonalat 1906-ban Erzsébetfalváig (ma Pesterzsébet), majd Dunaharasztiig 1910-ben villamosítják. 1910-ben csak Dunaharasztiig villamosították a HÉV vonalát, addig itt a villanymozdony csak idáig közlekedett, és innentől Tököl, Ráckeve felé dízelvontatású volt a közlekedés, Tökölig a pályát 1938-ban villamosították.
A HÉV a megnyitása után fellendülést hozott a Haraszti életében, ennek hatására több kúria és villa épült, a településről már az alsóbb néposztály is tudott Budapestre, vagy Szigetszentmiklós irányába utazni.

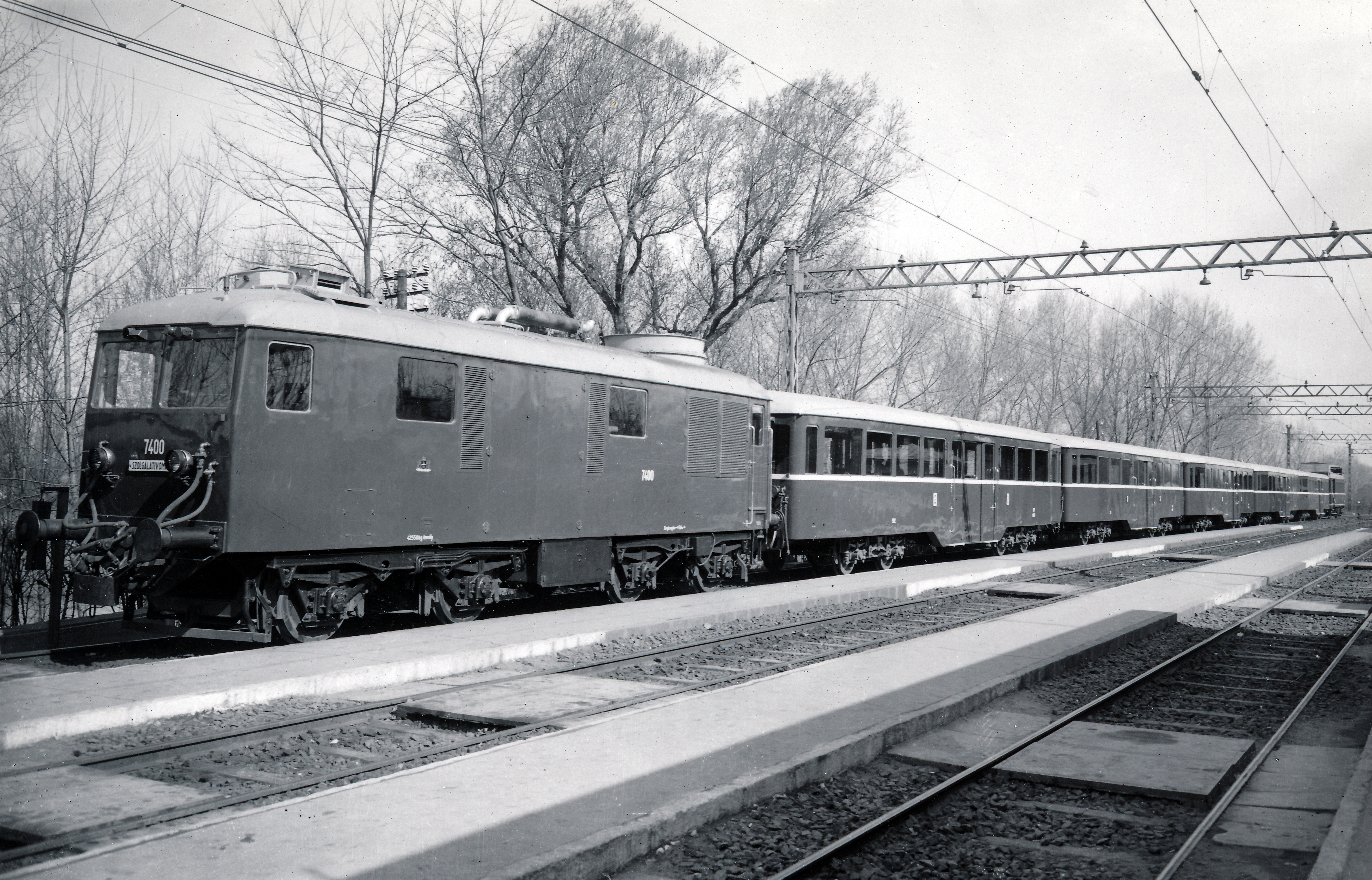
HÉV szerelvény Dunaharaszti-Külsőn 1943-ban.

A II. világháborúban a HÉV-hálózat súlyos károkat szenvedett. 1944-ben felrobbantották a Dunaharasztinál levő Kis-Duna hidat, amit 1945-ben ideiglenesen fából újjáépítenek. 1945. december 8-tól újra megindult a forgalom a vonalon. 1949-re elkészül a ma is álló vasbetonhíd.
A HÉV az 1976-os adatok szerint a Dunaharaszti területén belüli megállók napi utasforgalma 14000 fő volt. Ez a forgalom az 1990-es évektől kezdve drasztikusan csökkent, manapság a Dunaharaszti lakosok körében a távolsági valamint helyközi autóbuszok a népszerűbbek. A H6-os HÉV vonalat sokszor a legrosszabb állapotú HÉV-nek hívják,[forrás?] a MÁV-HÉV 2027-től tervezi a teljes vonal felújítását.
2017. február 22-től a MÁV átvette a HÉV vonalak üzemeltetését a BKV-től, a MÁV létrehozta a MÁV-HÉV Helyiérdekű Vasút Zrt.-t.
2011-ben a HÉV-vonalak számjelzést kaptak, így a korábban "ráckevei HÉV"-nek hívott vonal megkapta a H6-os jelzést. Dunaharaszti területén belül két vasúti megállóhely található:
- Dunaharaszti külső
- Dunaharaszti felső

## Autóbusz járműkiadás

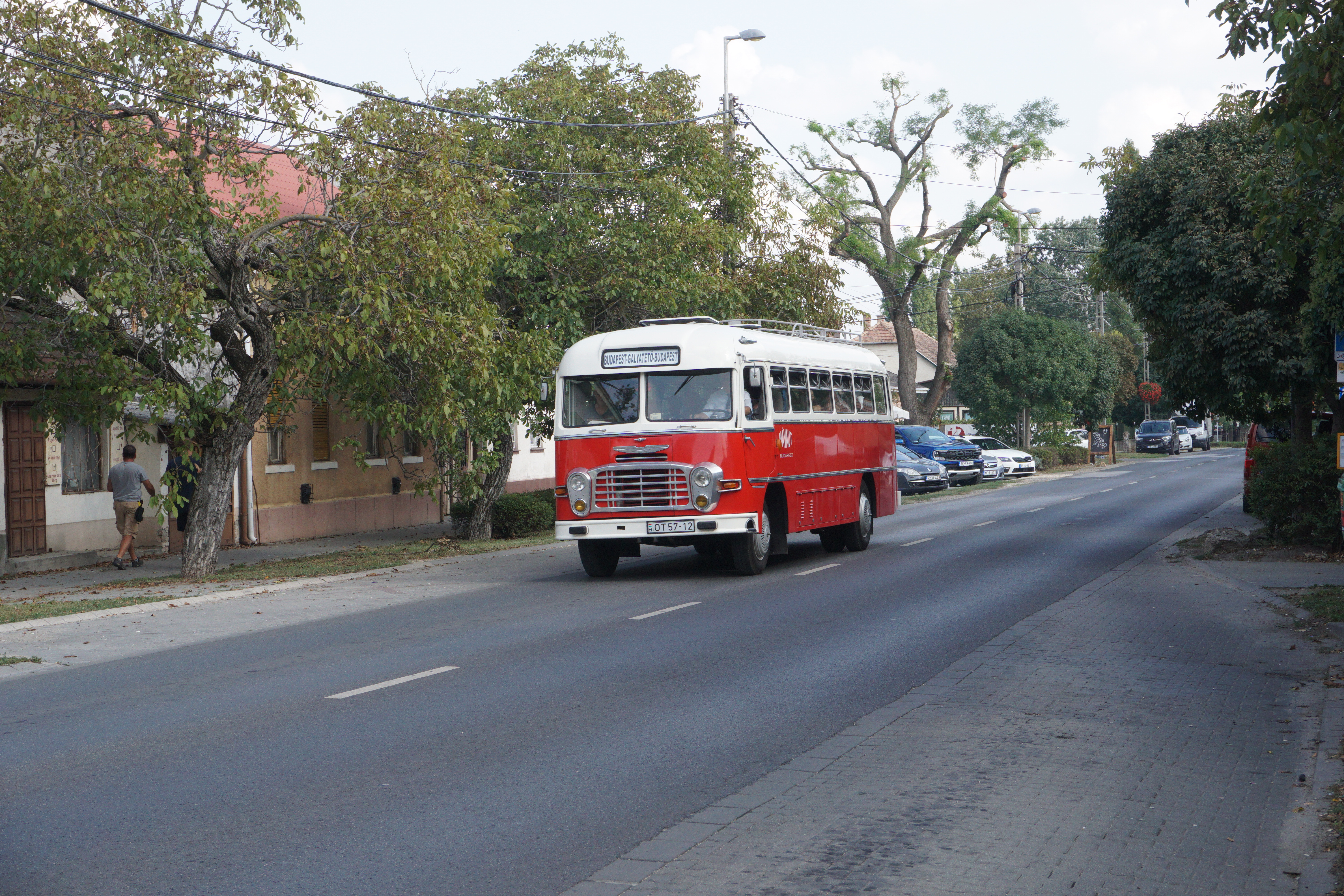
Nosztalgiajárat Dunaharasztin

A településen a helyi autóbusz-közlekedés 1958-ban Ikarus 30-as és Ikarus 66-os (faros) autóbuszokkal indult meg, majd fokozatosan az 1970-es években átvették a helyüket az Ikarus 260-asok. 1991-től, mikor a helyi járat üzemeltetését Dunaharaszti saját céggel látta el, Budapesttől használtan vásárolt Ikarus 260-asokat, Ikarus 280-asokat. Dunaharasztiból az Ikarusokat végül 2007-ben selejtezték. Ezután 2007. június 1-jétől a Weekendbus Zrt. üzemeltetette tovább a város tömegközlekedését MAN NL202-es járművekkel, egészen 2013-ig. 2013. január 1-jétől a Ventona-Trans Kft. üzemelteti a helyi járatot.
Dunaharaszti városi közlekedését jelenleg 2 darab Hispano habit, 2 TS City Max, 2 Iveco Irisbus és 1-1 darab Renault Access 75 és Renault Master látja el.
Az 1-es és 3-as vonalon a hétköznapi reggeli és délutáni csúcsidőkben, illetve szombat délelőtt nagyobb kapacitású Hispano Habit autóbuszok közlekednek, csúcsidőn kívül kisebb mikro- és midibuszok járnak. A 4-es vonalon TS City Max autóbuszok járnak.  A 2-es vonalon kisebb kapacitású, 12 férőhelyes Iveco Irisbus mikrobuszok járnak. A 150-es vasútvonal átépítése kapcsán az eredeti MÁV-alsómál[pontosabban?] lévő buszmegállót áthelyezték, és két külön megállóhelyet alakítottak ki, melyből a Kaszala Károly utcait a 2-es, a Magyar utcait a 4-es járat használ.
2024. január 1-től csak környezetbarát Euro 6-os motorral ellátott Isuzu és Iveco gyártmányú autóbuszok fognak közlekedni. A Ventona-Trans az új autóbuszok beszerzését követően új menetrendet és új járatokat fog kidolgozni.

## Hajóközlekedés

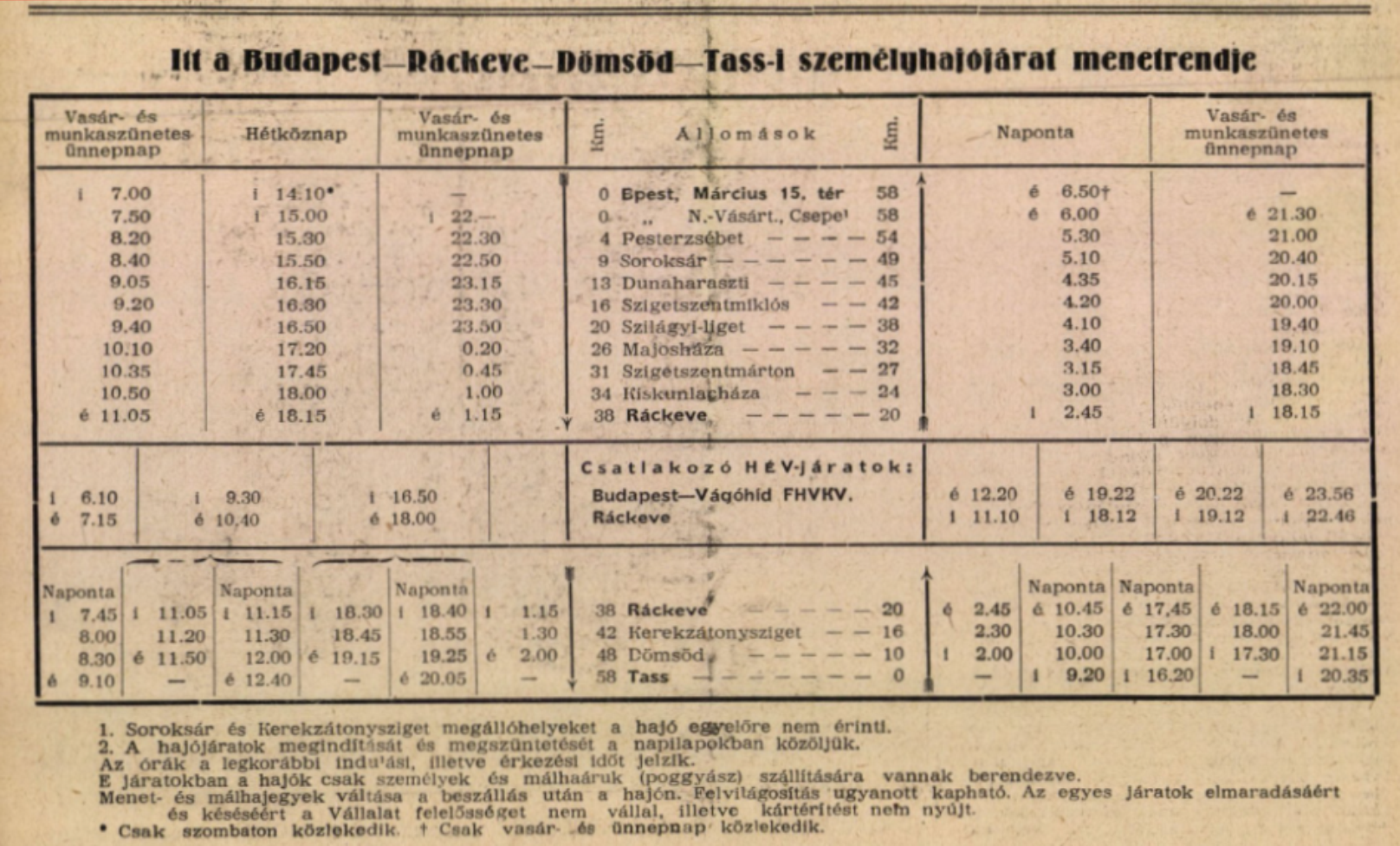
Hajómenetrend 1950-ből.

1932 nyarán menetrendszerinti személyhajójárat indult Budapest és Dömsöd között Dunaharaszti, Szigetszentmiklós és Ráckeve érintésével. A hajójáratok hétköznap délután és hétvégén délelőtt indultak Budapestről. A járat a Budapestről induló kirándulók kedvelt útvonala volt. A Magyar Turista Szövetség 1935-ben a hajóvonalra 50%-os kedvezményt hirdetett hétköznaponként a turistáknak. 1950. szeptember 11-től a hajójáratok már csak péntektől vasárnapig közlekedtek.  A hajóállomásokat úgy alakították ki egy ferde rámpa segítségével és eltolt szintekkel, hogy mind a kisebb, mind nagyobb hajók igénybe tudják venni. 1961 és 1964 között a hajójárat csak Budapest és Dömsöd között közlekedett. 1971. március 20-tól az új víziszezon kezdetétől a hajók már csak Ráckeve és Tass között közlekedtek, ezzel Dunaharasztiban nem közlekedett menetrendszerinti hajójárat. Dunaharasztin már csak kisebb turistahajók közlekednek a nyári szezonban.

## Képgaléria

Dunaharaszti tömegközlekedése
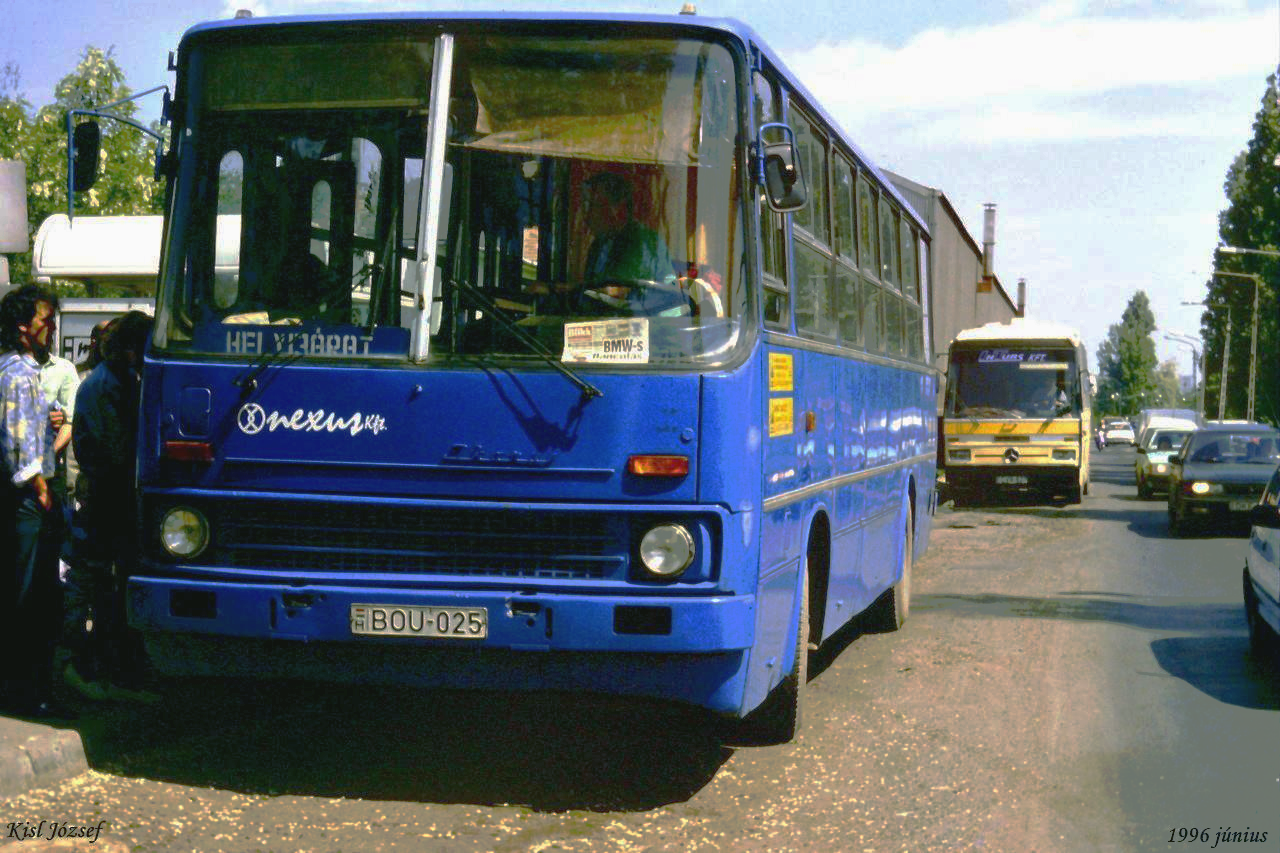
Dunaharaszti helyi járat 1996-ban
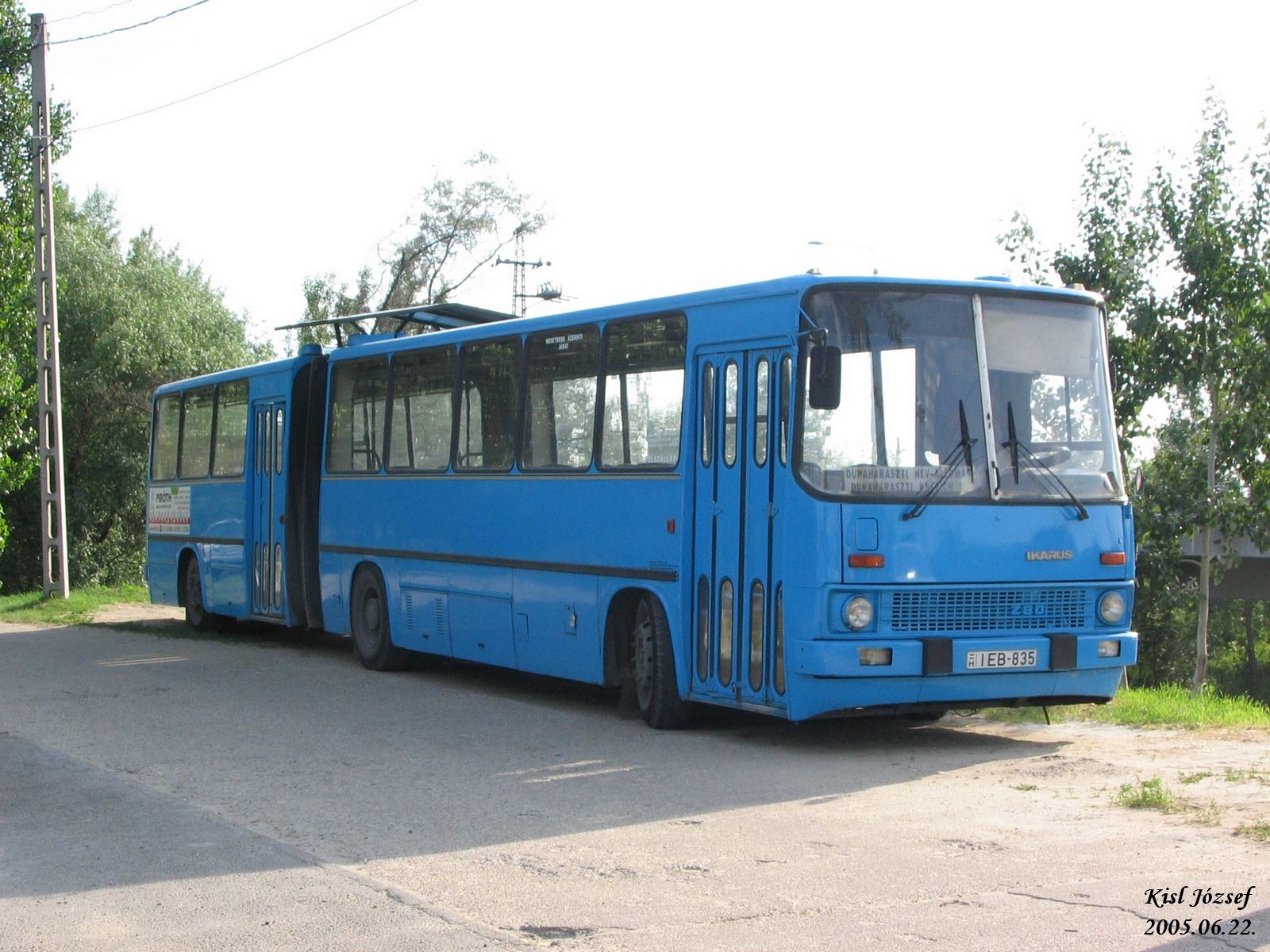
Ikarus 280-as autóbusz a Ventona-Trans telephelye előtt
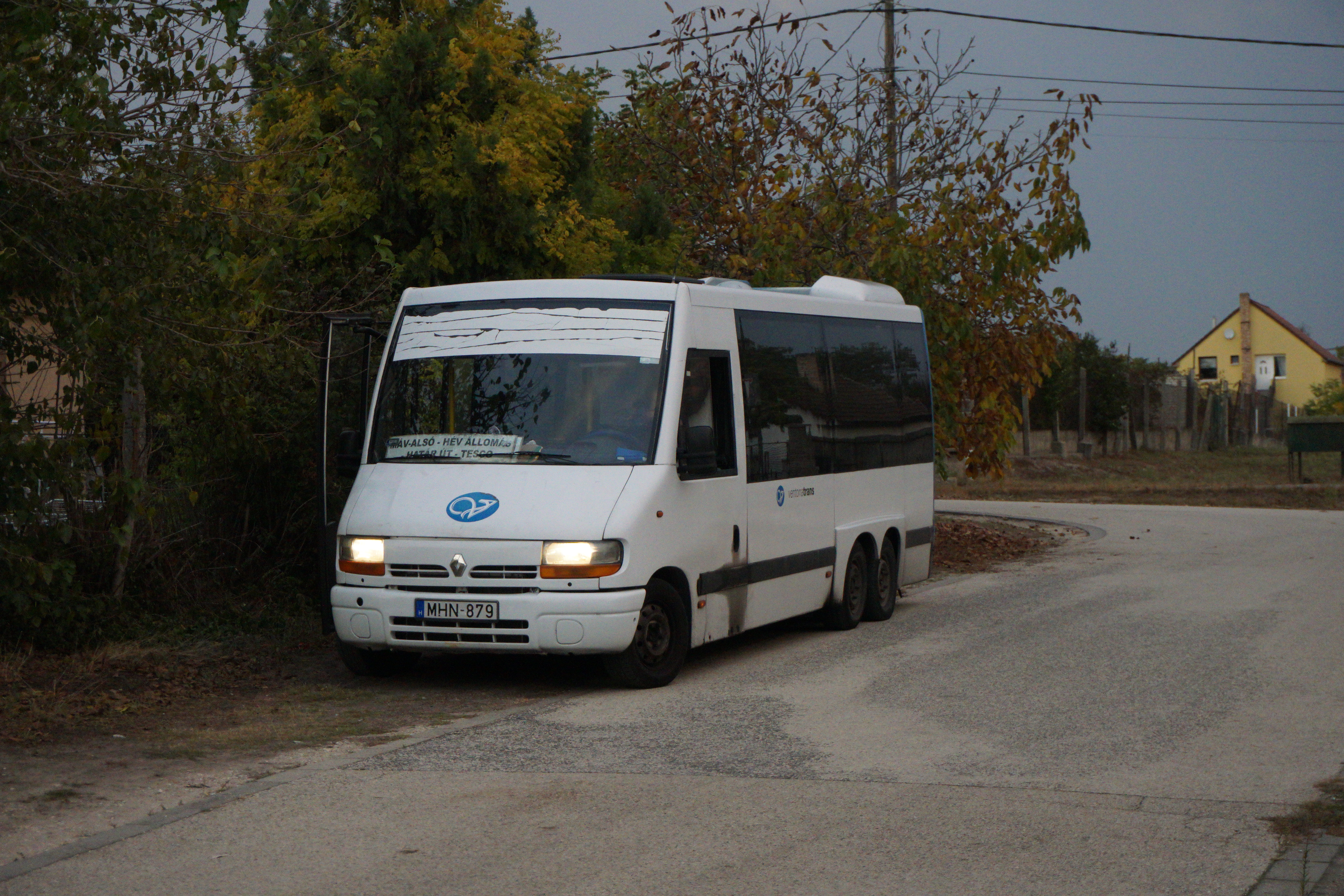
4-es busz a MÁV-alsó végállomáson
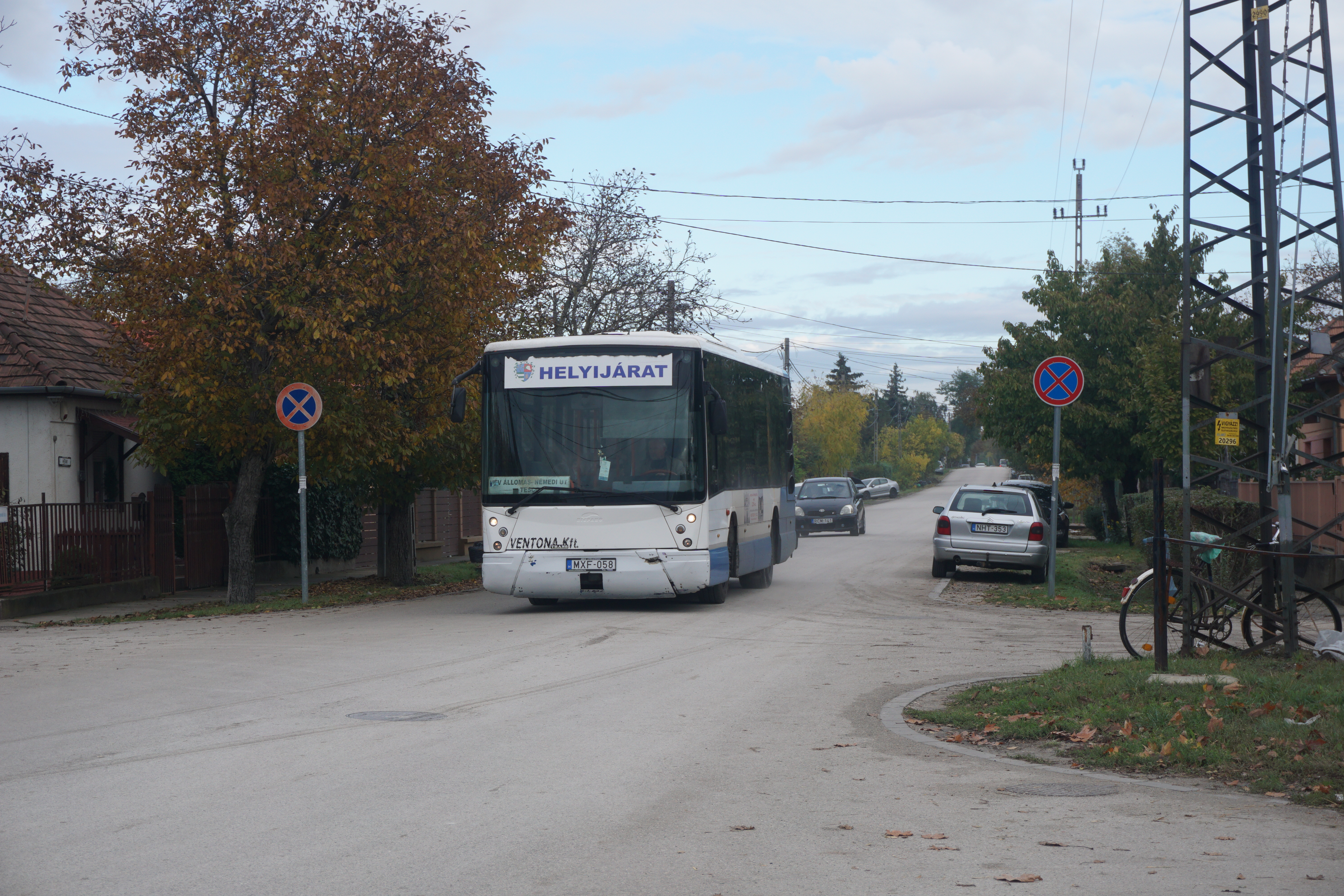
Busz a piactéren, 1Y járaton
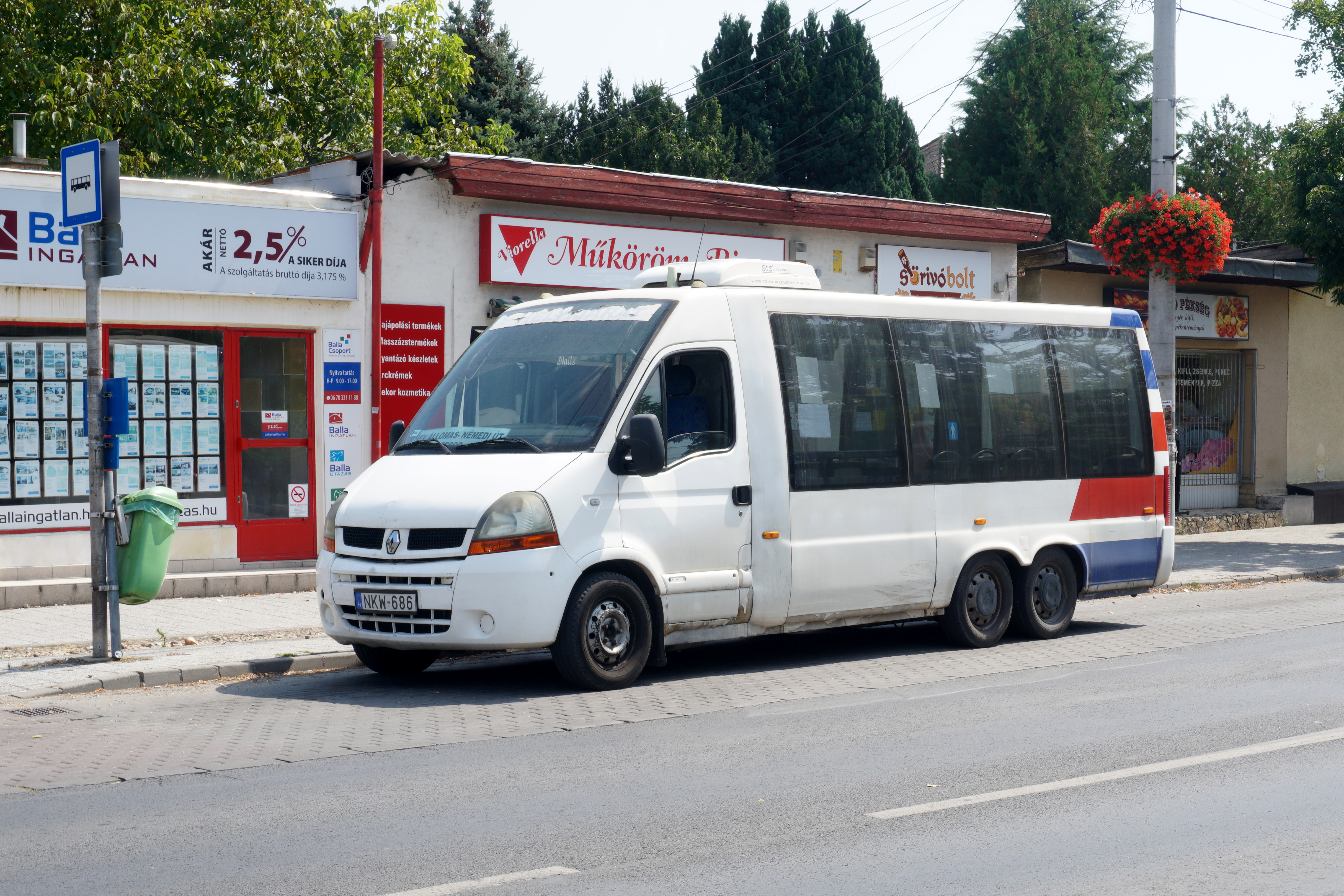
TS City Max típusú autóbusz a HÉV állomásnál
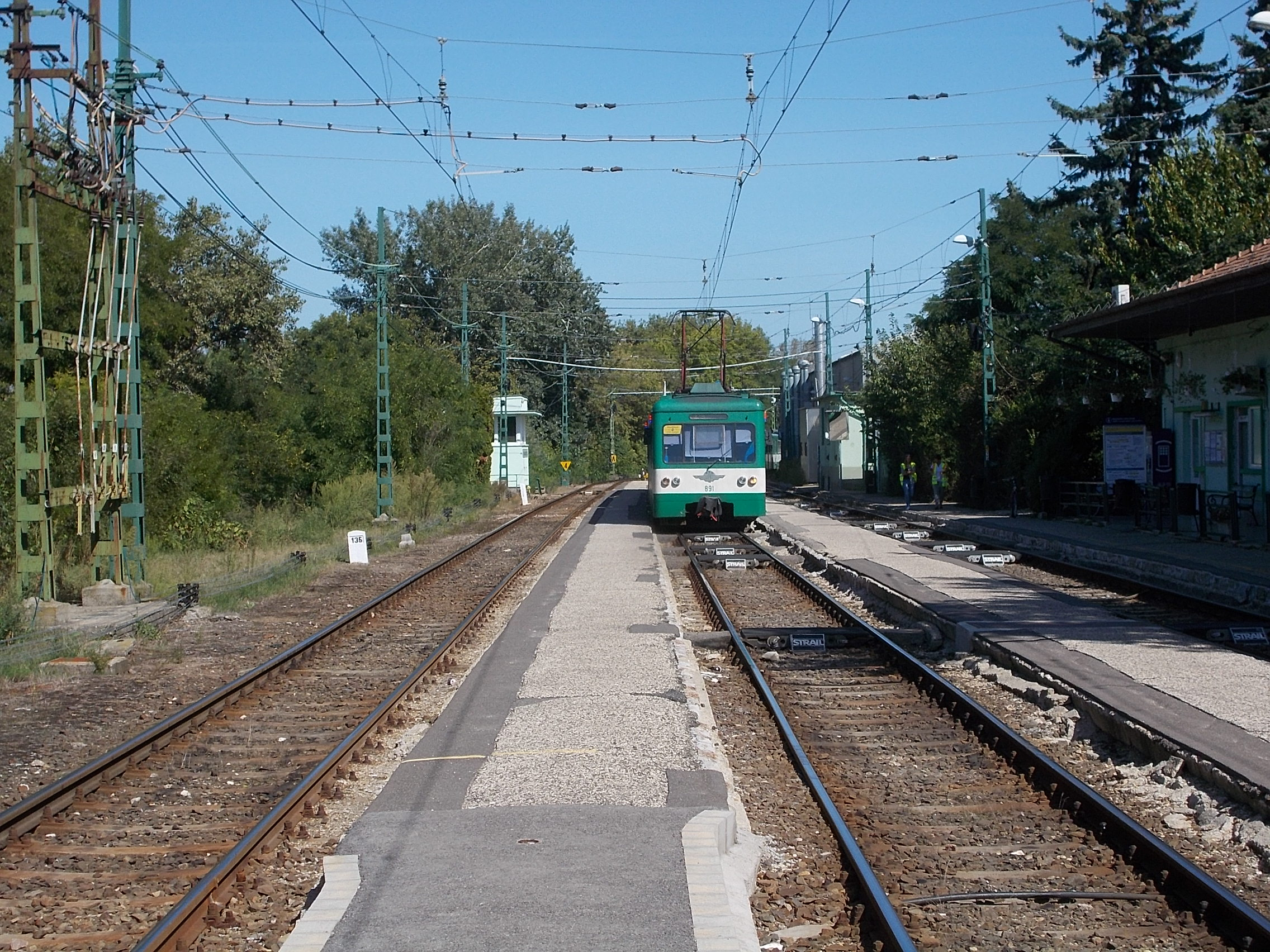
Dunaharasztikülső HÉV állomás
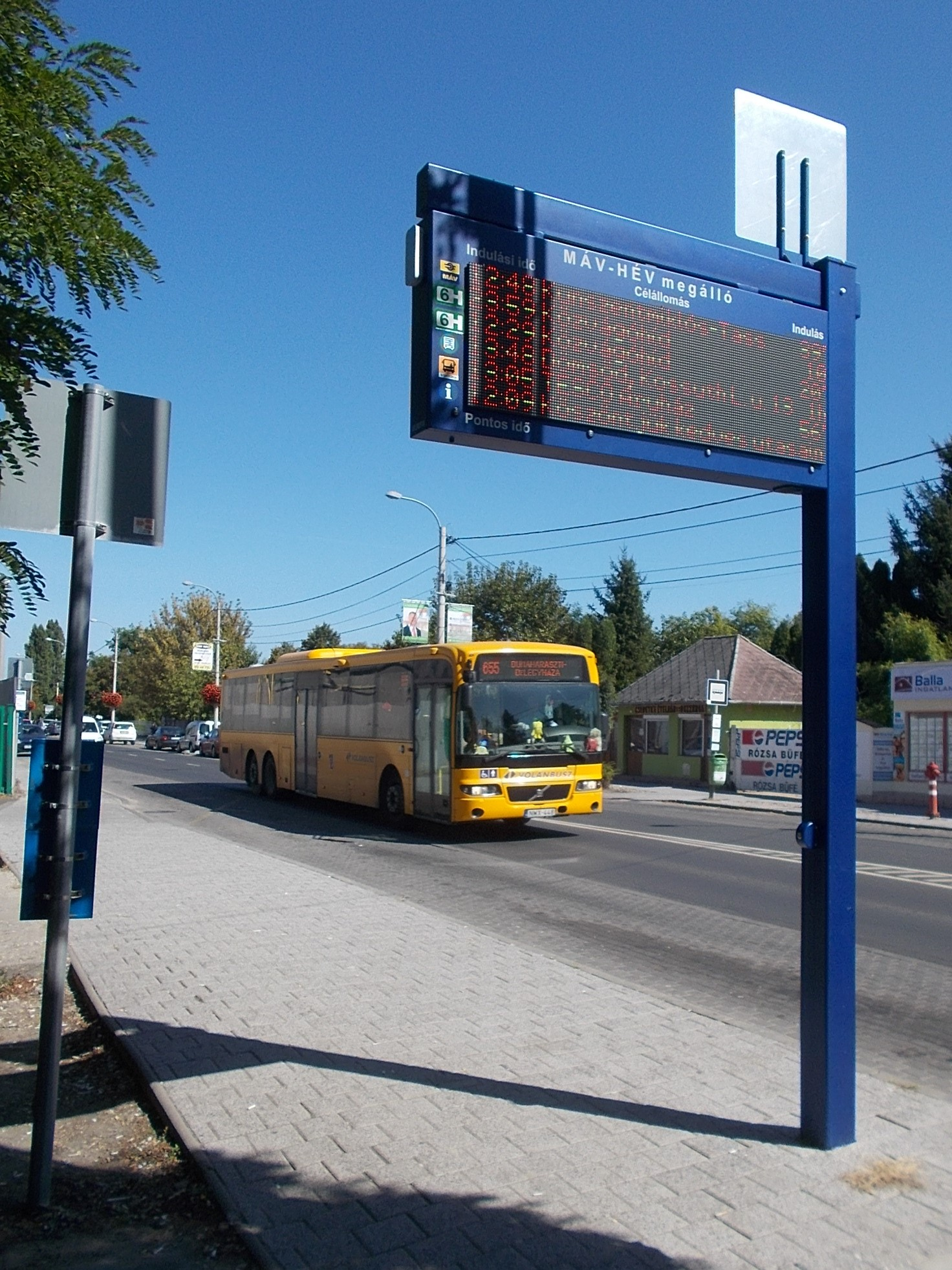
Dunaharaszti, HÉV állomás buszmegálló
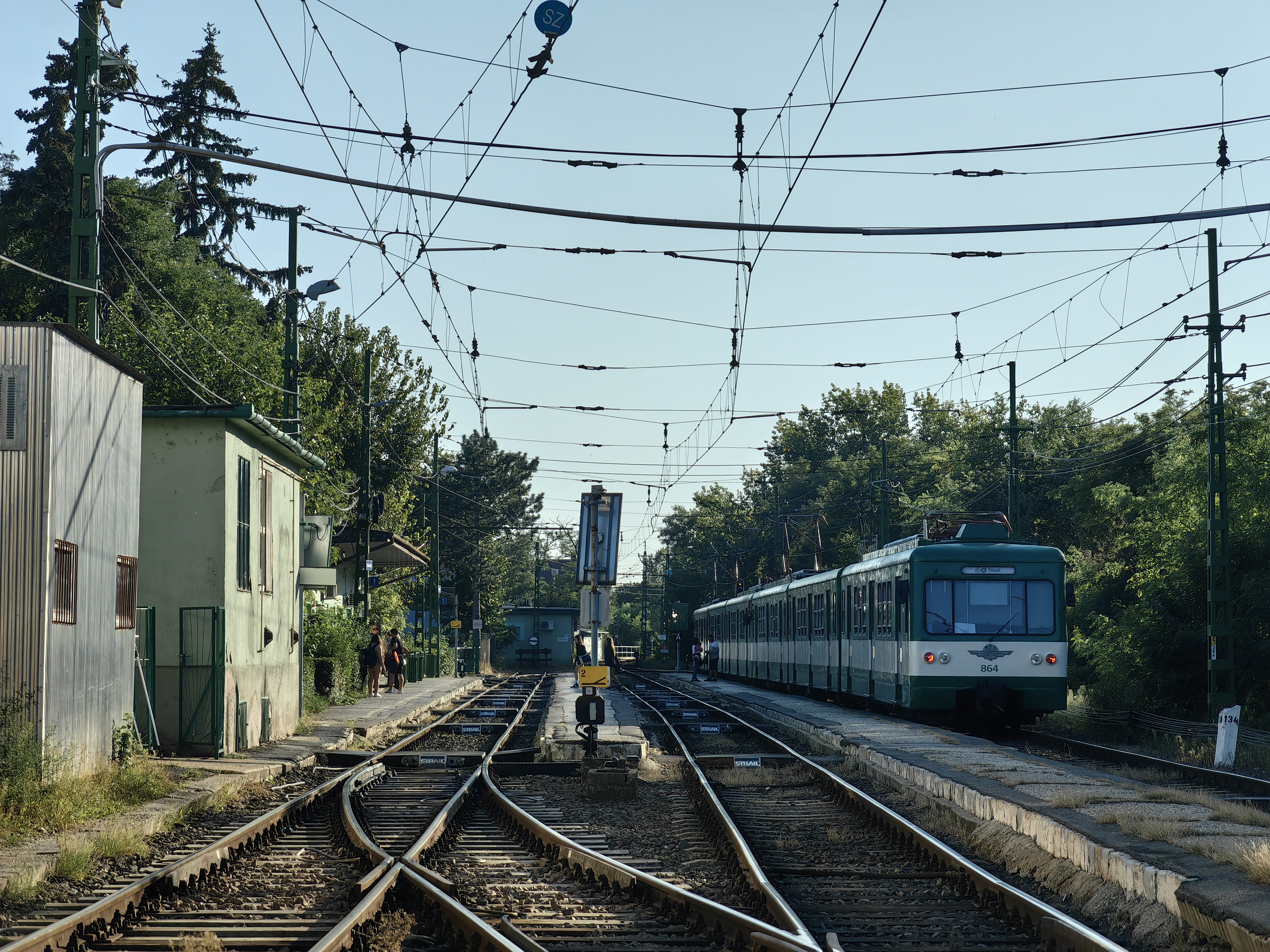
Dunaharasztikülső HÉV állomás
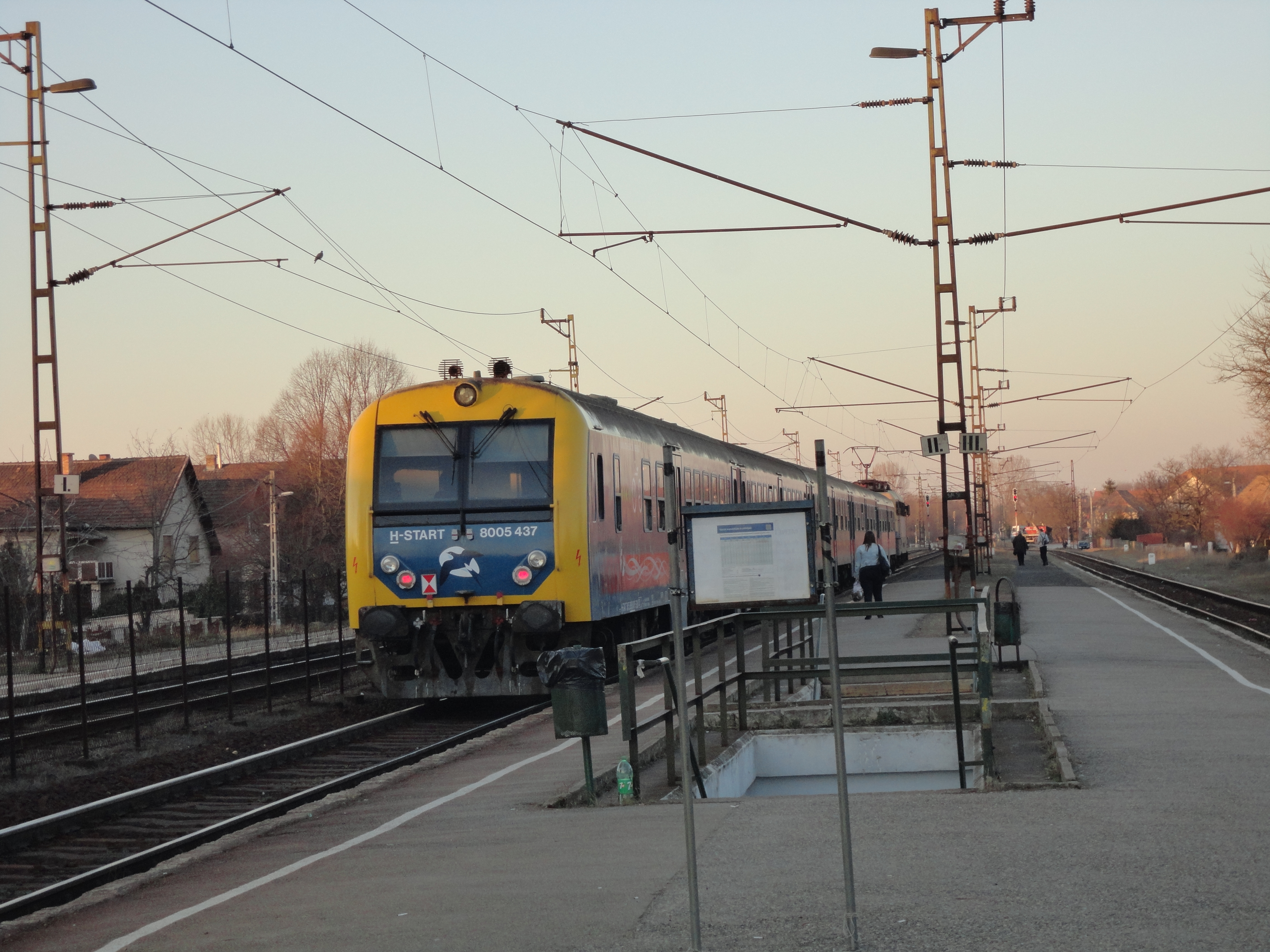
Dunaharaszti MÁV állomás
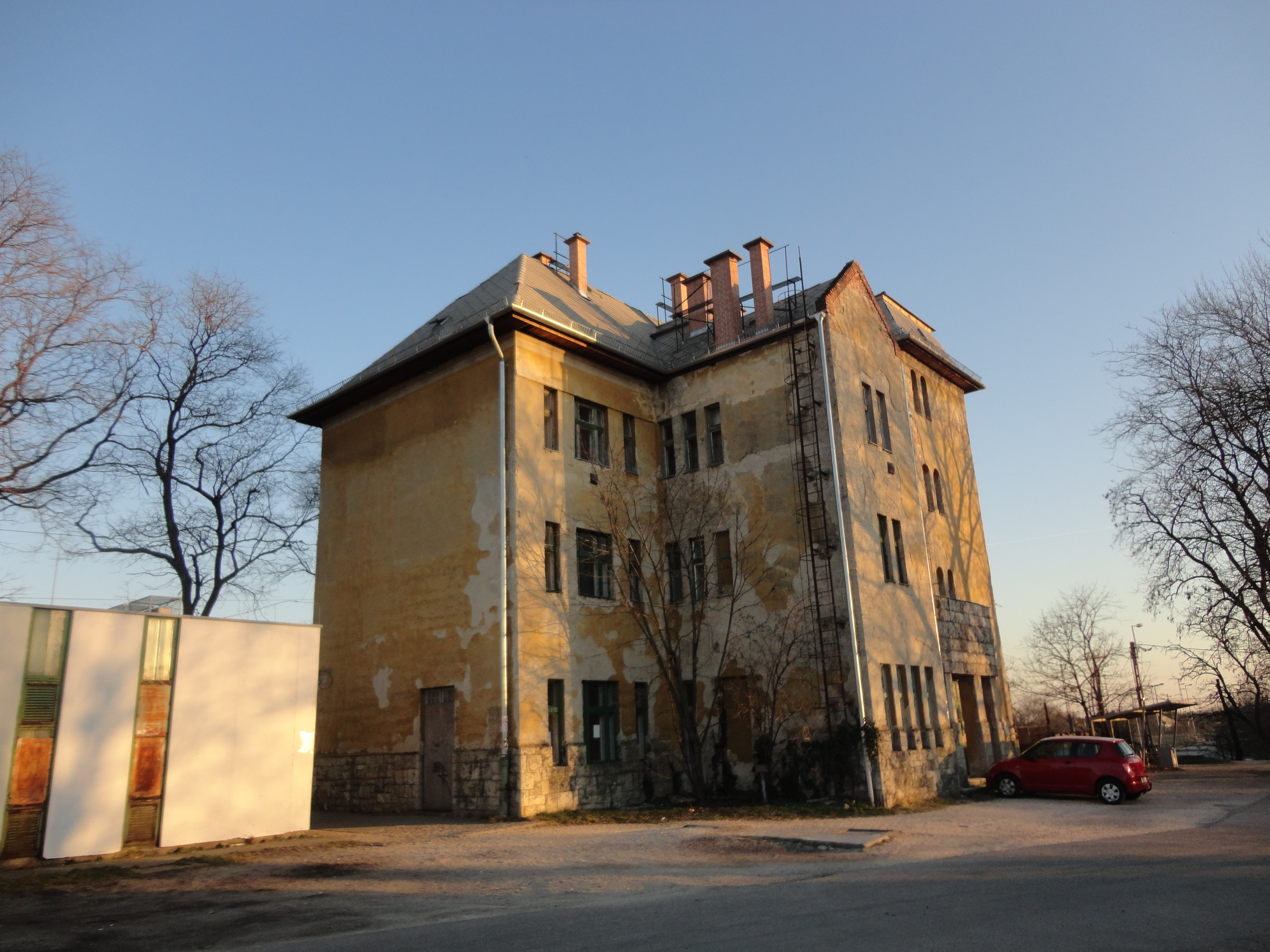
Dunaharaszti vasútállomás épülete a felújítás előtt

## Úthálózat
A városon keresztülhaladó közutak és gyorsforgalmi utak listája:
- 51-es főút
- 510-es főút
- 5201-es mellékút
- M0-s autóút
- M51-es autóút